# Cuadro (arte)

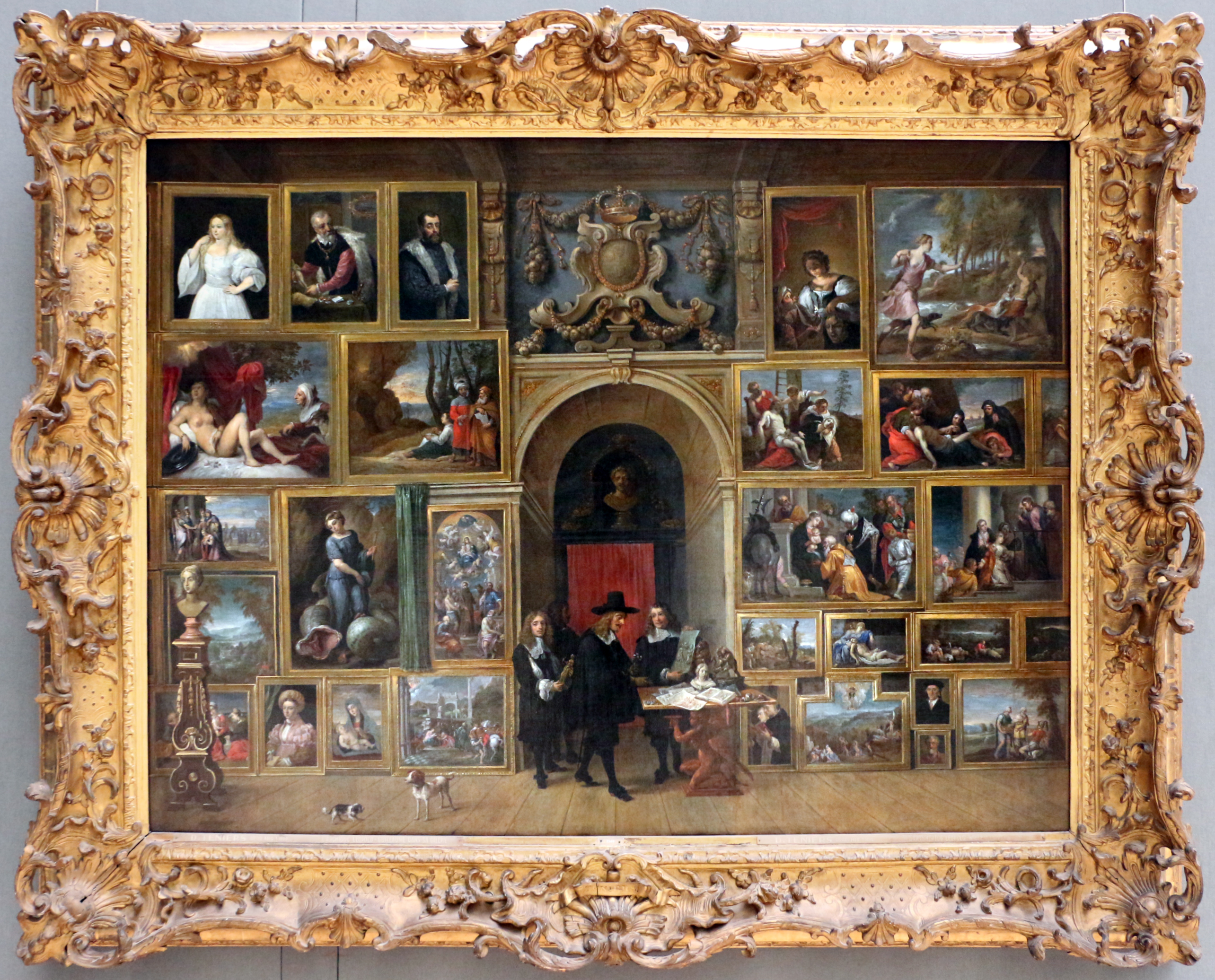
El archiduque Leopoldo Guillermo en su galería de pintura italiana, de David Teniers el Joven, 1651. Es un cuadro ricamente enmarcado, que reproduce muchos otros. Forma parte de una serie de al menos once obras similares.

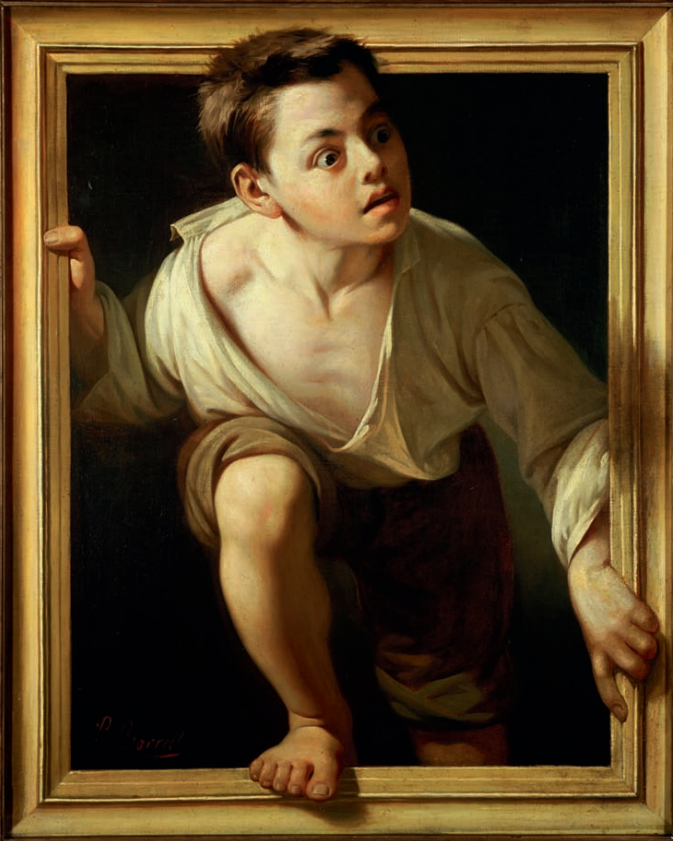
Huyendo de la crítica, de Pere Borrell del Caso, 1874. Es un notable trampantojo en el que el personaje pintado parece que "se sale del cuadro".

Cuadro, en el dominio de las bellas artes, particularmente en pintura, es un soporte pictórico de superficie plana, construido de cualquier material (tabla, lienzo, cartón, papel, cobre, materiales sintéticos más recientes como el metacrilato, o mezcla de materiales), habitualmente montado sobre un bastidor, encuadrado por un marco y colgado de una pared. Sus formas y dimensiones son muy variadas. Sobre los cuadros los pintores realizan su obra artística. El término castellano "cuadro" (que significa genéricamente "de figura plana cerrada por cuatro líneas rectas") se entiende como el "encuadre", es decir, el espacio delimitado por los bordes de la composición (que muy habitualmente tiene forma rectangular); de tal modo que opera como una ficción de "ventana" a través de la que el espectador acepta la convención de estar contemplando algo real.
En esta acepción, la palabra "cuadro" es sinónimo de "pintura" en su acepciones de "obra pintada" y de "tabla, lámina o lienzo en que está pintado algo". No obstante, no se consideran "cuadros" ni la cerámica pintada, ni los manuscritos iluminados, ni las pinturas murales; aunque es frecuente que imiten a los cuadros, en la técnica denominada quadro riportato ("cuadro transportado" en italiano). También ocurre que, en algunos casos, los frescos se puedan arrancar de las paredes y transportar a lienzo, convirtiéndolos en verdaderos cuadros (como se hizo con las Pinturas Negras de Goya). Más frecuentemente las láminas de grabado, los dibujos o las fotografías se enmarcan y cuelgan para su exhibición, convirtiéndose en cuadros.
Por su condición de arte mueble son el objeto predilecto del mercado de arte, las exposiciones de arte y de los museos, específicamente de las pinacotecas.

## Terminología
En su Histoire ancienne, Charles Rollin da una explicación del origen del término latino tabula (y el francés tableau) aplicado a lo que en castellano se denomina "cuadro": 

Se afirma que los pintores antiguos pintaban únicamente sobre tablas de madera blanqueadas con yeso, de donde viene la palabra tabula, tableau, y que el uso del lienzo, entre los modernos, ni siquiera es muy antiguo.
On prétend que les anciens peintres ne peignaient que sur des tables de bois blanchies avec de la craie, d'où vient le mot de tabula, tableau ; et que l'usage de la toile, parmi les modernes, n'est pas même fort ancien.

La utilización de tablas como soporte de la pintura religiosa de la Edad Media, particularmente en los frentes de altar, fue generando piezas cada ve más complejas, hasta llegar a los retablos, que reunían piezas de pintura, escultura y entorno arquitectónico. El término italiano pala designa un cuadro de grandes dimensiones como "pieza de altar" (altarpiece en inglés). Una obra pictórica constituida por dos cuadros se denomina díptico, de tres tríptico y de más políptico.

## Formato
Los tipos de cuadros se diferencian por su formato, concepto que designa tanto su forma geométrica (rectangular -apaisado o vertical, muy habitualmente con la proporción áurea-, cuadrado, redondo -tondo-, ovalado, mixtilíneo -es frecuente la adaptación a marcos arquitectónicos, como el arco-, etc.) como sus dimensiones: los de grandes dimensiones se denominan monumentales o decorativos, los de dimensiones medias se denominan de caballete y los de pequeñas dimensiones se denominan de gabinete. No hay una normalización estricta de los límites entre estas divisiones, más allá de los requisitos técnicos del caballete (que sostiene un cuadro de pequeño o mediano formato de forma cómoda para el trabajo del pintor, permitiéndole variar la inclinación y la altura a su conveniencia); o lo que pueda significar el tamaño del cuadro para el grado de acercamiento que se exija a quien lo contemple y, a la inversa, al pintor un mayor grado de detalle. Las medidas normalizadas de bastidores (llamadas "universales" o "lienzo tradicional europeo"), que comienzan en 18 x 10 cm y terminan en 195 x 130 cm responden perfectamente a las necesidades de los cuadros de los cuadros de gabinete y caballete (pequeñas e intermedias dimensiones). Pinturas de dimensiones menores, más que cuadros, se denominarían miniaturas o camafeos.
- Ejemplos de cuadros de pequeñas dimensiones. Pueden sostenerse con facilidad en las manos y el artista puede, si lo desea, desplazarlos au plein air ("al aire libre", ante el paisaje que desea representarse);[14] así como colgarse en la pared de cualquier habitación y transmitirse con agilidad en el mercado artístico; además de corresponderse con buena parte de encargos eclesiásticos, obras devocionales y todo tipo de piezas religiosas,[15] cuyas medidas originales muy frecuentemente eran alteradas (cortando o añadiendo) para que cumplieran los requisitos de retablos o nuevos lugares donde debían encajar.[16]

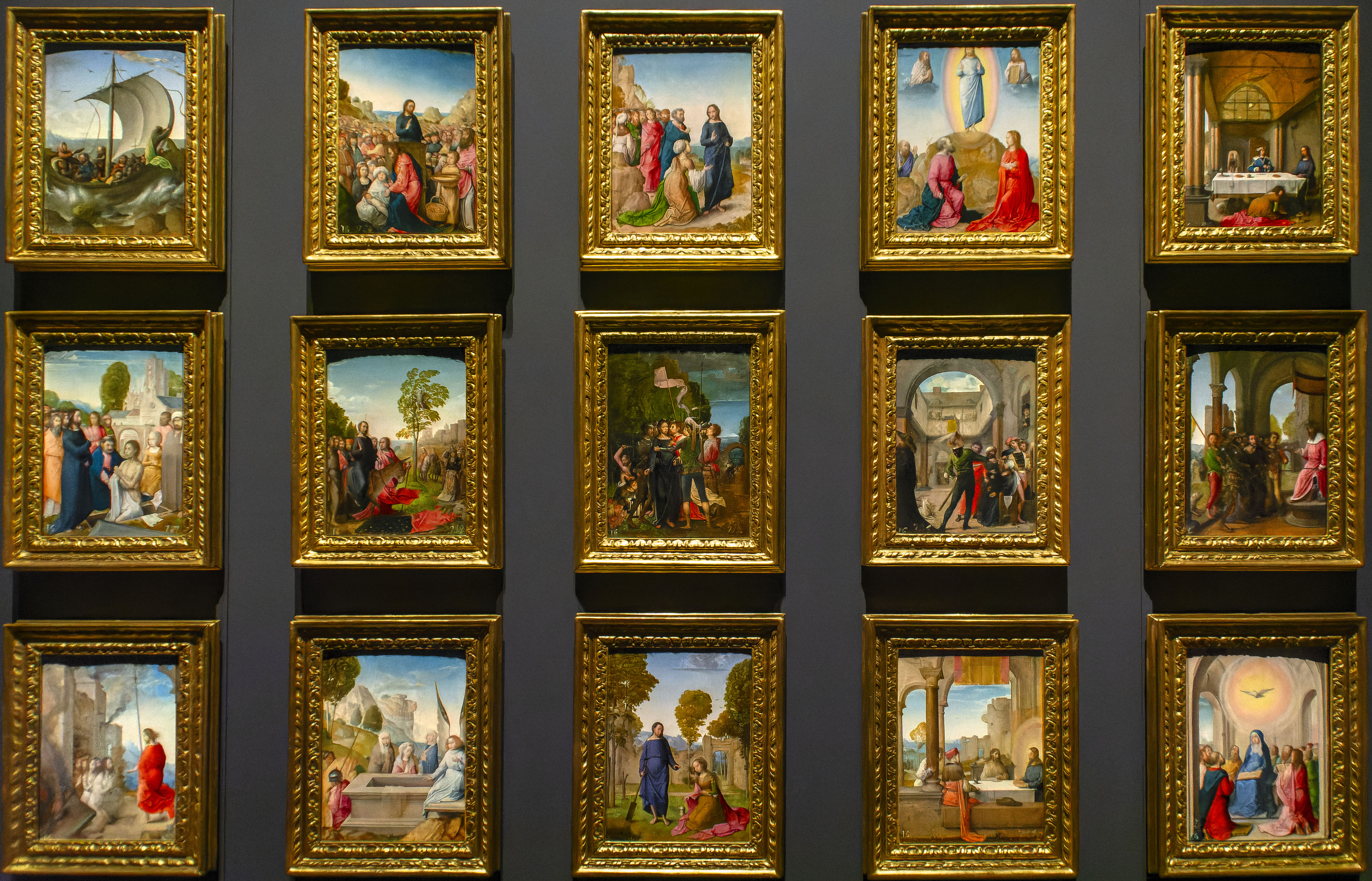
Tablas del oratorio de Isabel la Católica, de Juan de Flandes y Melchior Alemán (ca. 1496-1504); un políptico compuesto inicialmente por 47 tablas, hoy desmontadas (cada una de ellas de unos 20 × 15 cm).
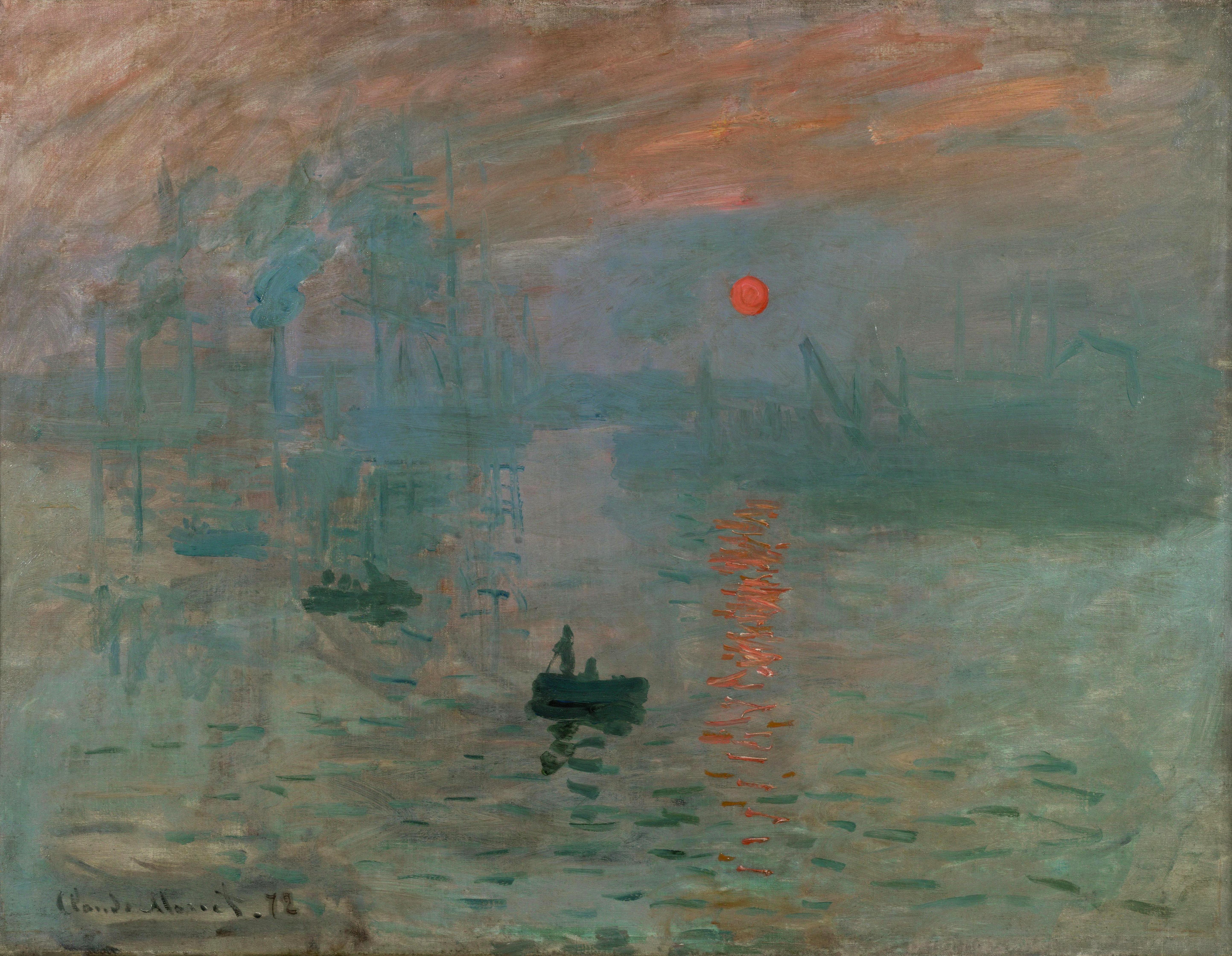
Impresión, sol naciente, de Claude Monet, 1872 (óleo sobre lienzo, 48 × 63 cm).
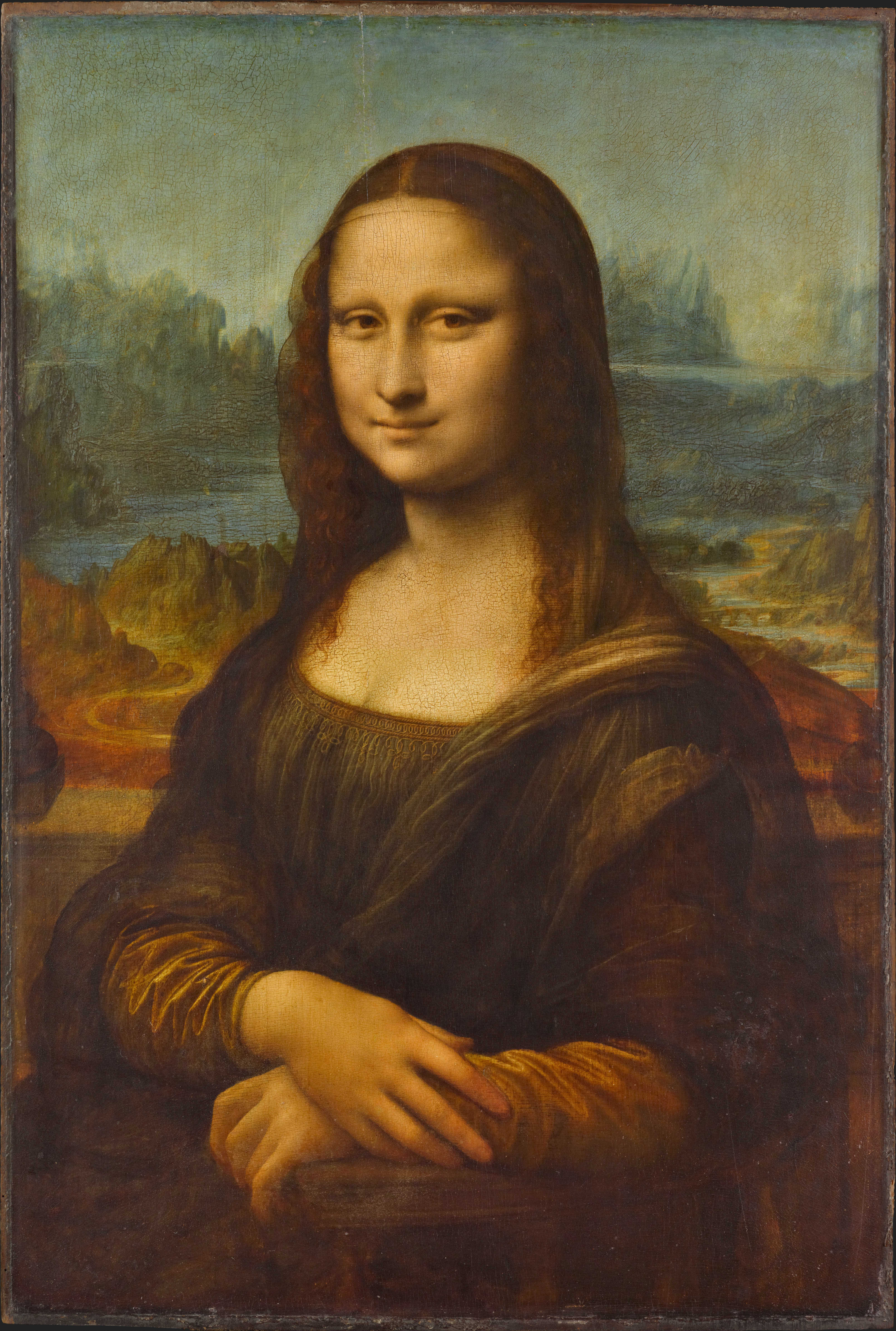
La Gioconda, de Leonardo da Vinci (1503-1519, óleo sobre tabla, 79 × 53 cm).
La Vicaría, de Mariano Fortuny (1870); un cuadro de gabinete (óleo sobre tabla, 60 × 93,5 cm).
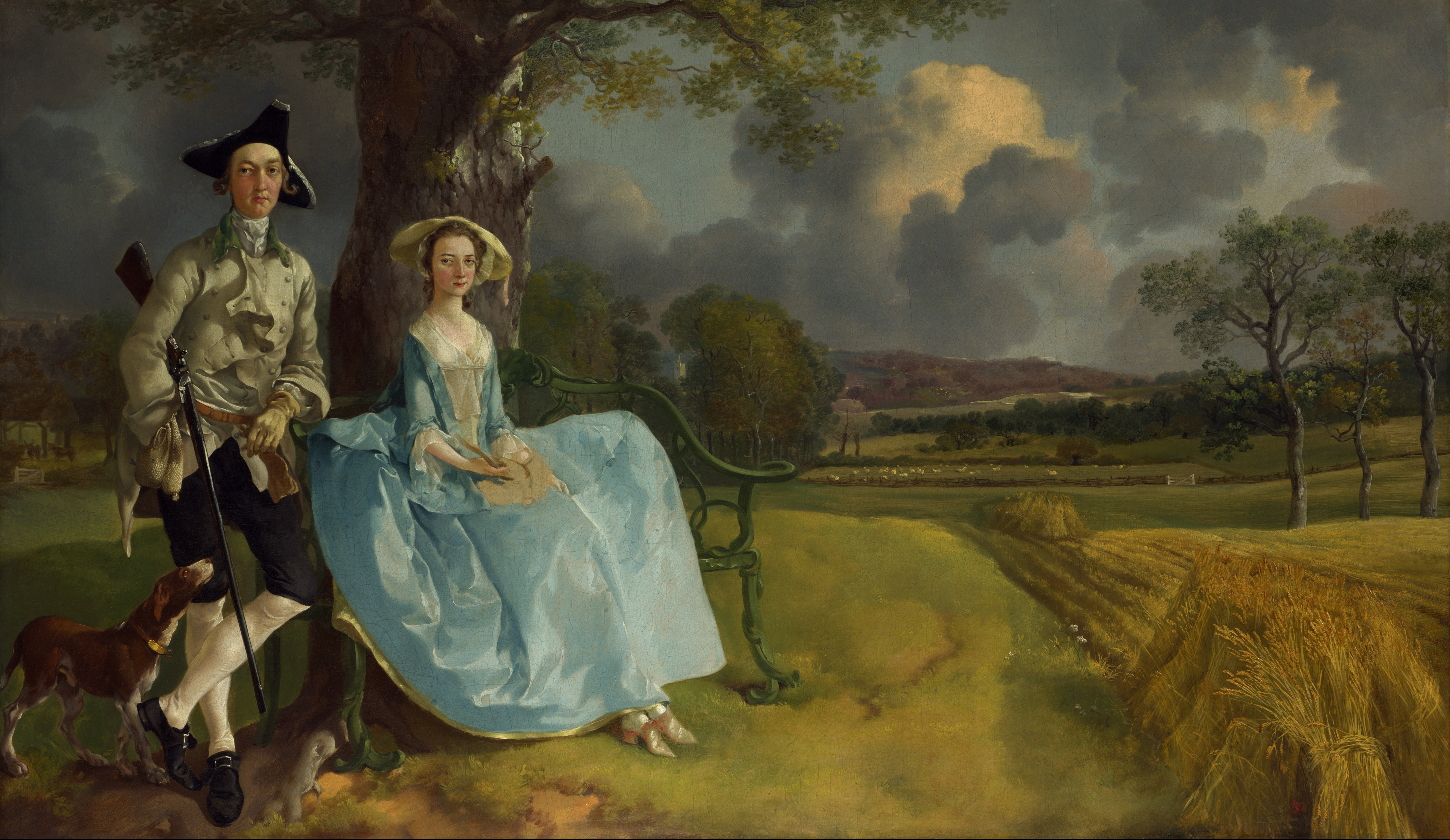
El señor y la señora Andrews, de Thomas Gainsborough (ca. 1750, óleo sobre lienzo, 69,8 × 119,4 cm).

- Ejemplos de cuadros de dimensiones intermedias. Difícilmente los puede trasladar una sola persona, aunque deben de poder pasar por una puerta y pueden colgarse con facilidad en las galerías y salas de exposición habituales, en las estancias de palacios o casas ricas,[17] o en las capillas de las iglesias.[18] Para apreciarlos en su conjunto es necesario separarse unos pasos de ellos.

Baile en el Moulin de la Galette, de Pierre-Auguste Renoir (óleo sobre lienzo, 131 × 175 cm).
Retrato de la madre del artista, de James McNeill Whistler (1871, óleo sobre lienzo, 144,3 × 163,0 cm).
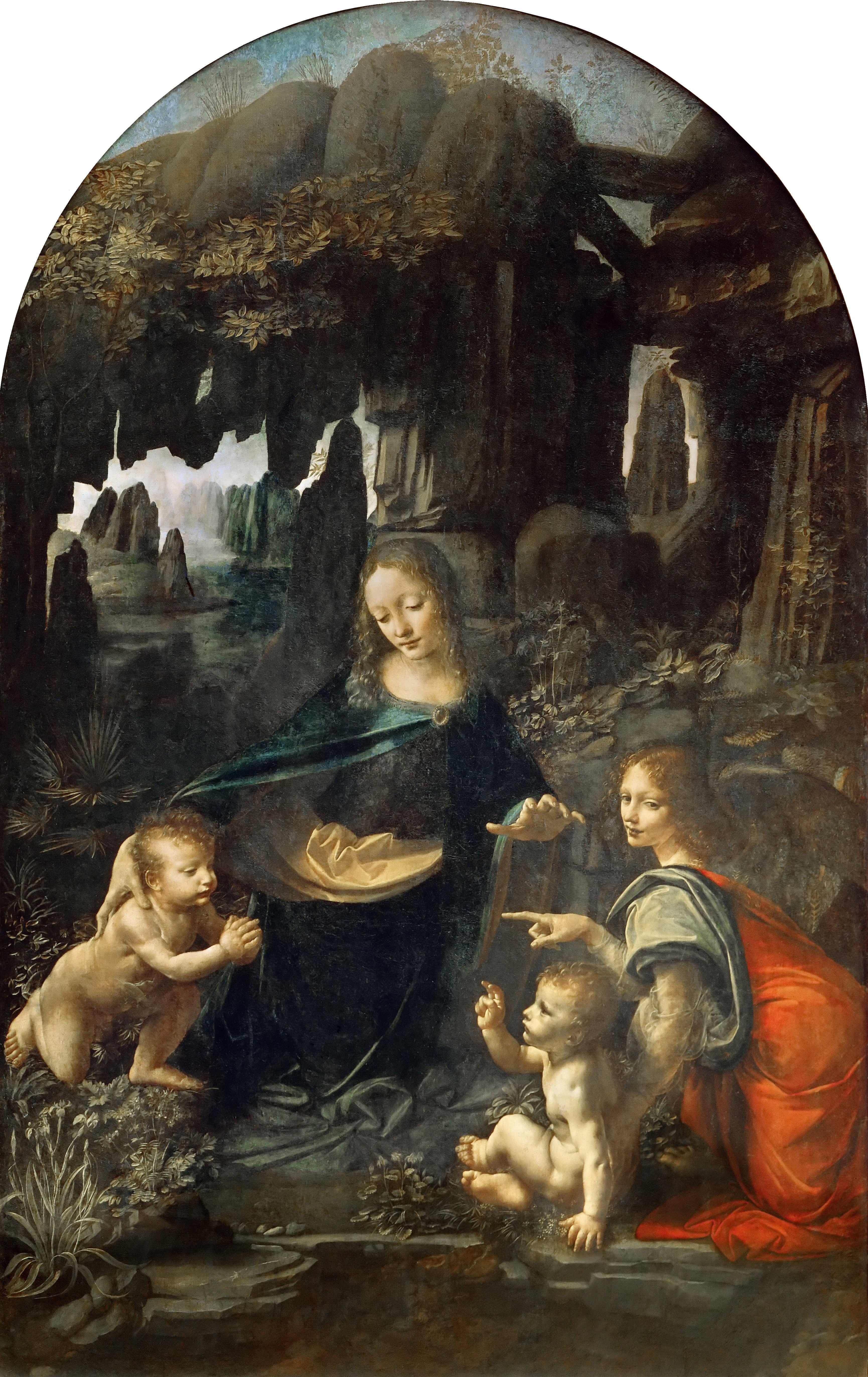
Virgen de las Rocas, de Leonardo da Vinci (1483-1486, óleo sobre tabla, 199 × 122 cm).
Las tres Gracias, de Peter Paul Rubens (1636-1639, óleo sobre tabla, 221 × 181 cm).
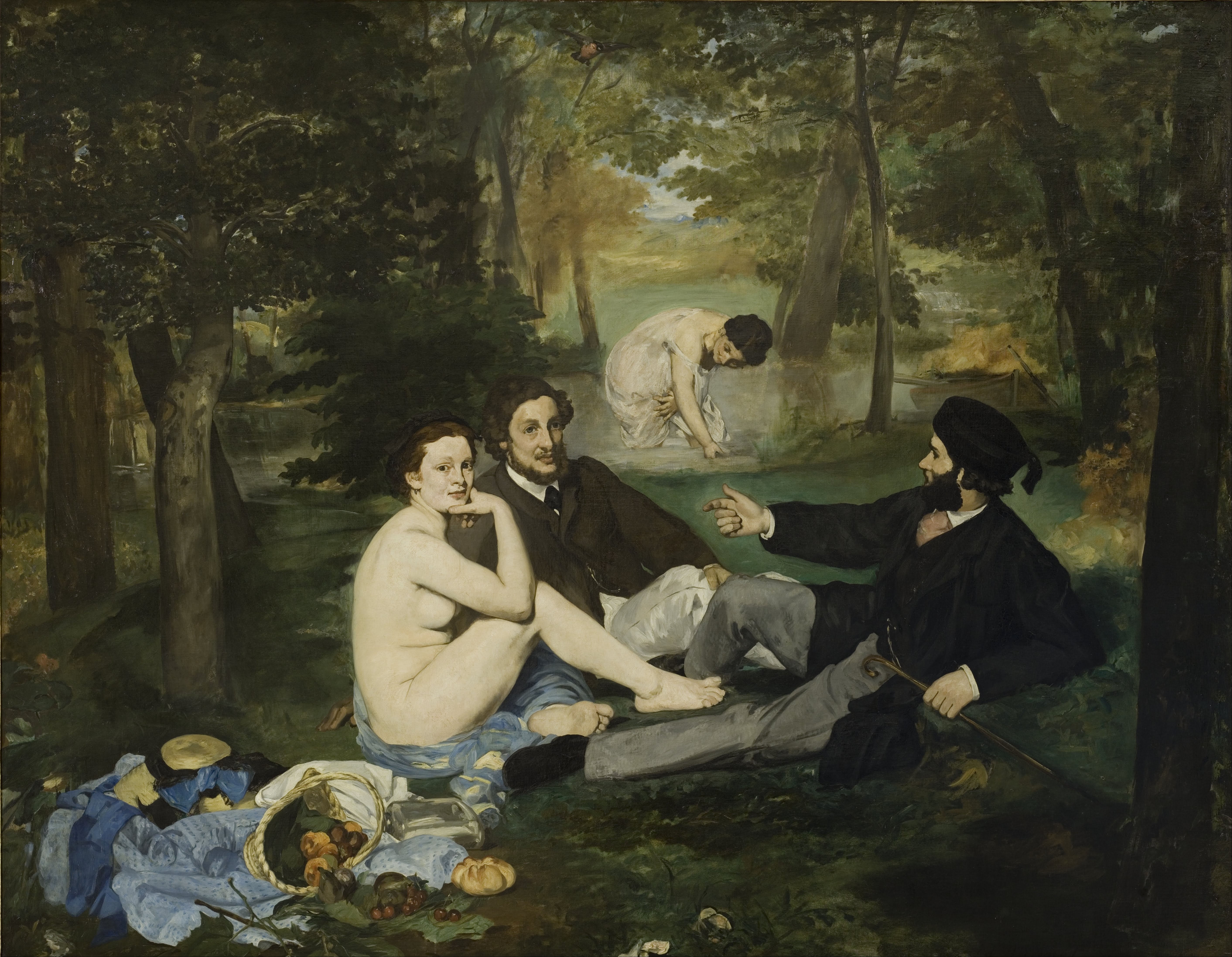
El almuerzo sobre la hierba, de Edouard Manet, 1863 (óleo sobre lienzo, 208 × 264,5 cm)

- Ejemplos de cuadros de dimensiones monumentales. Necesitan un espacio muy amplio, como los que disponen los grandes museos, palacios y edificios públicos. Suelen ser objeto del encargo específico de un comitente.[19] Entre los de mayores dimensiones del mundo están las pinturas panorámicas (como el ciclorama) concebidas para exhibirse como un espectáculo inmersivo. Una parte de los cuadros que Claude Monet pintó en la extensísima serie Los nenúfares (unos 250, a lo largo de 31 años) tuvo un propósito similar, y se exhiben montados de forma circular.[20]

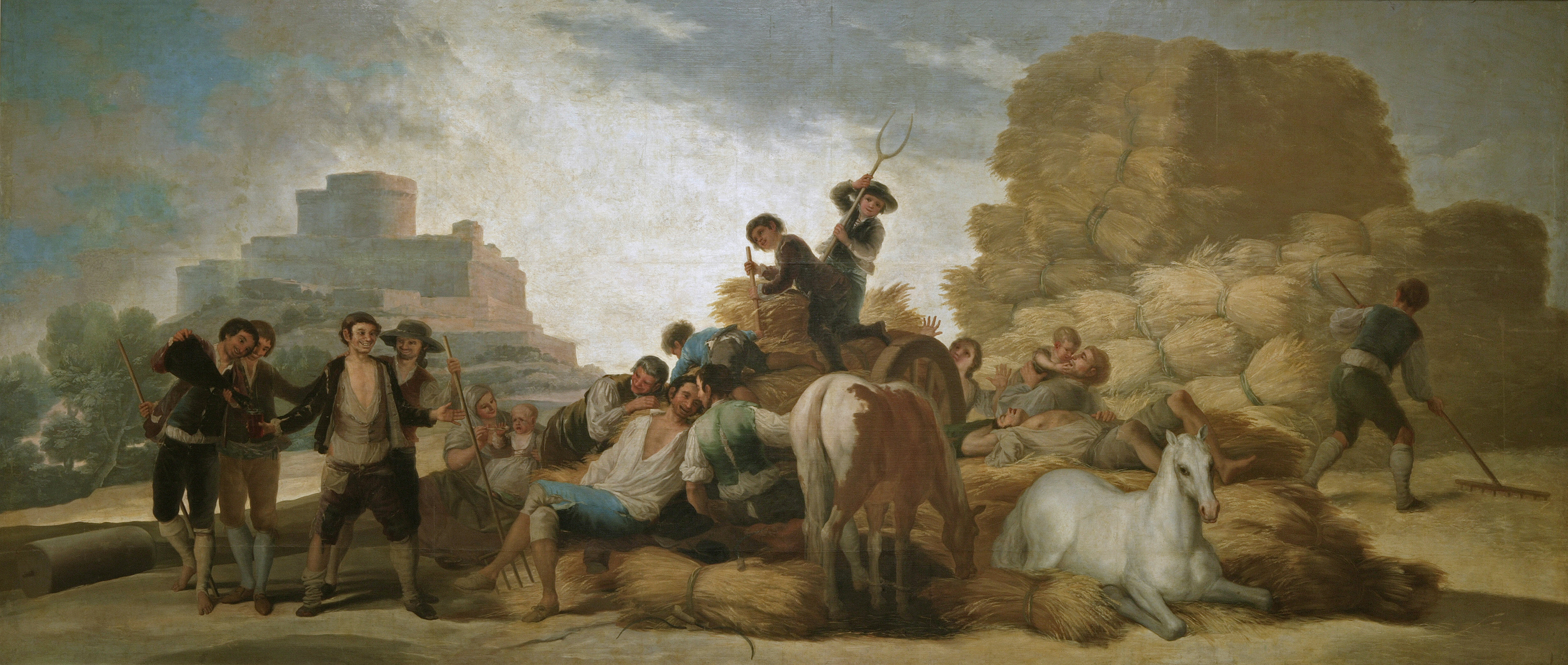
La era, de Francisco de Goya (óleo sobre lienzo, 276 × 641 cm).
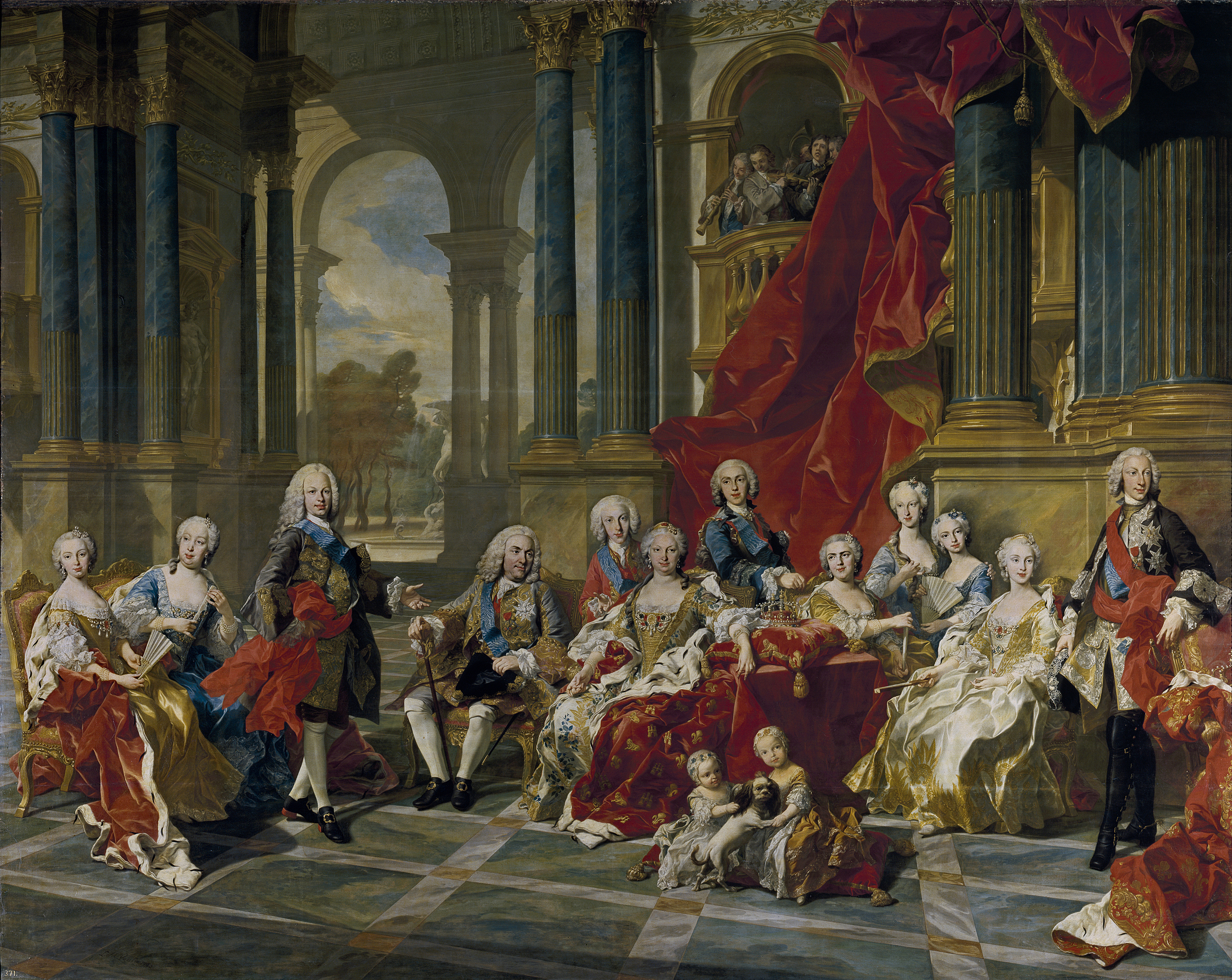
La familia de Felipe V, de Louis-Michel van Loo (1743, óleo sobre lienzo, 408 × 520 cm).
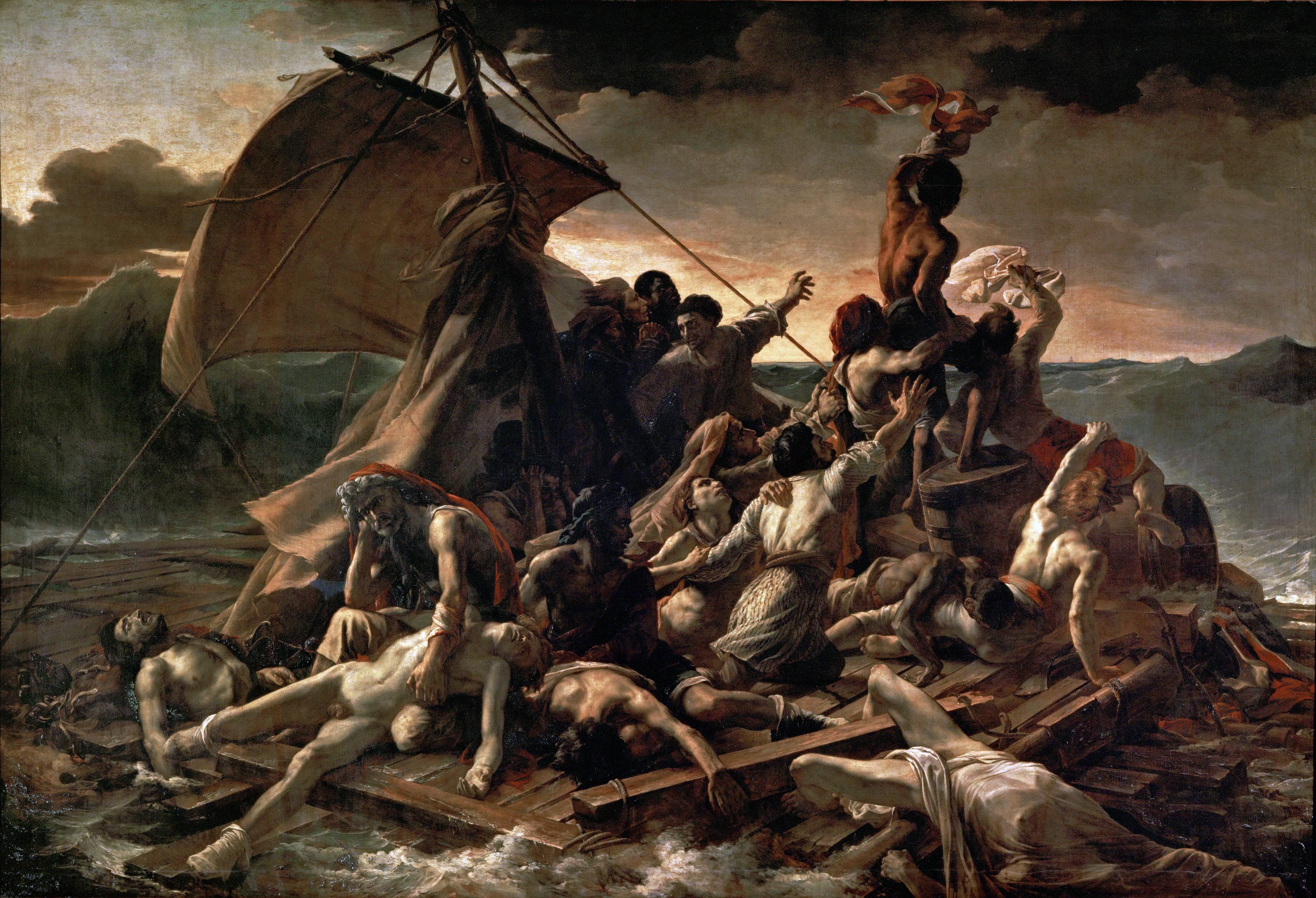
La balsa de la Medusa, de Géricault (1818-1819, óleo sobre lienzo, 491 × 716 cm)
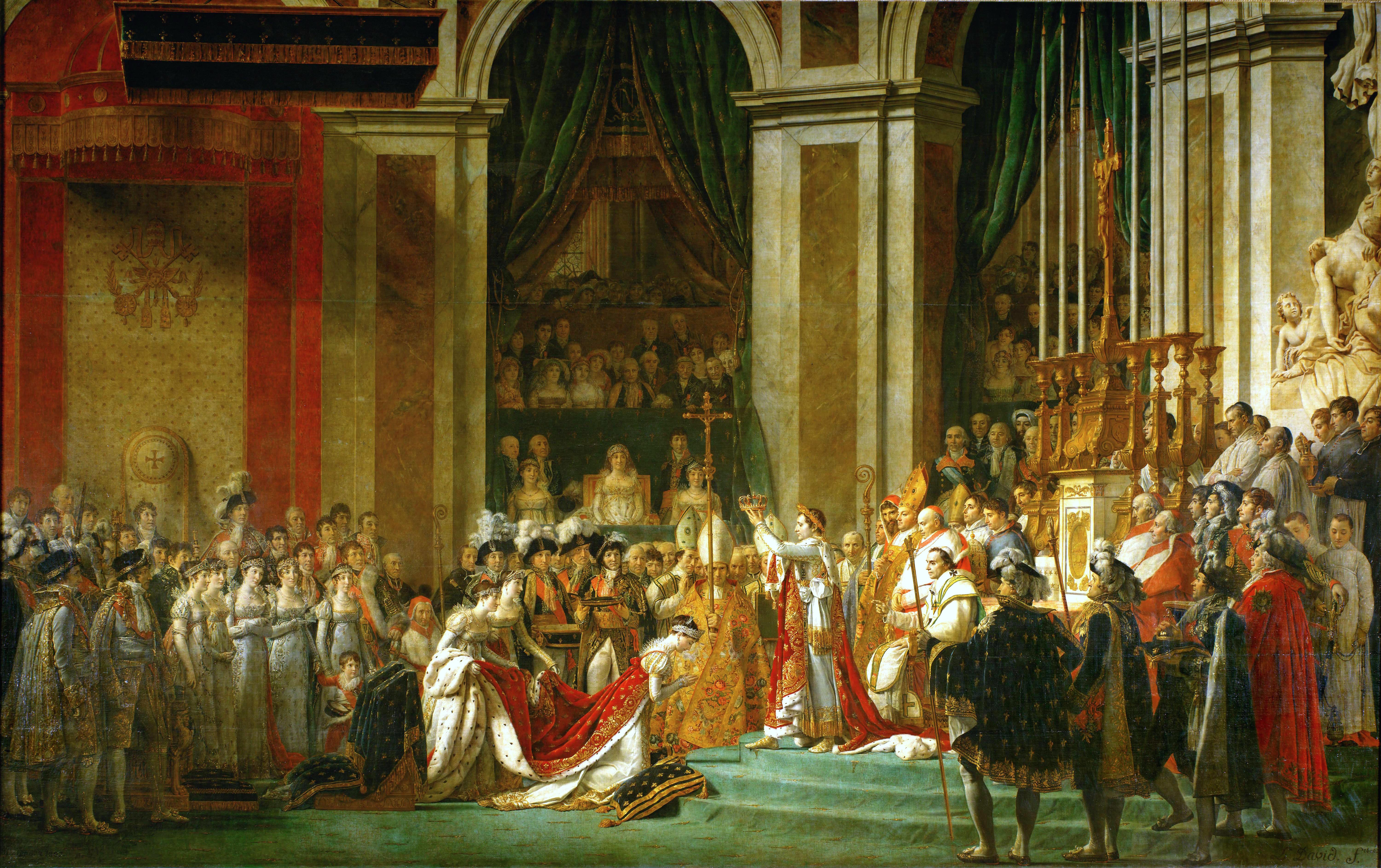
La consagración de Napoleón, de Jacques-Louis David (1805-1809, óleo sobre lienzo, 621 × 979 cm).
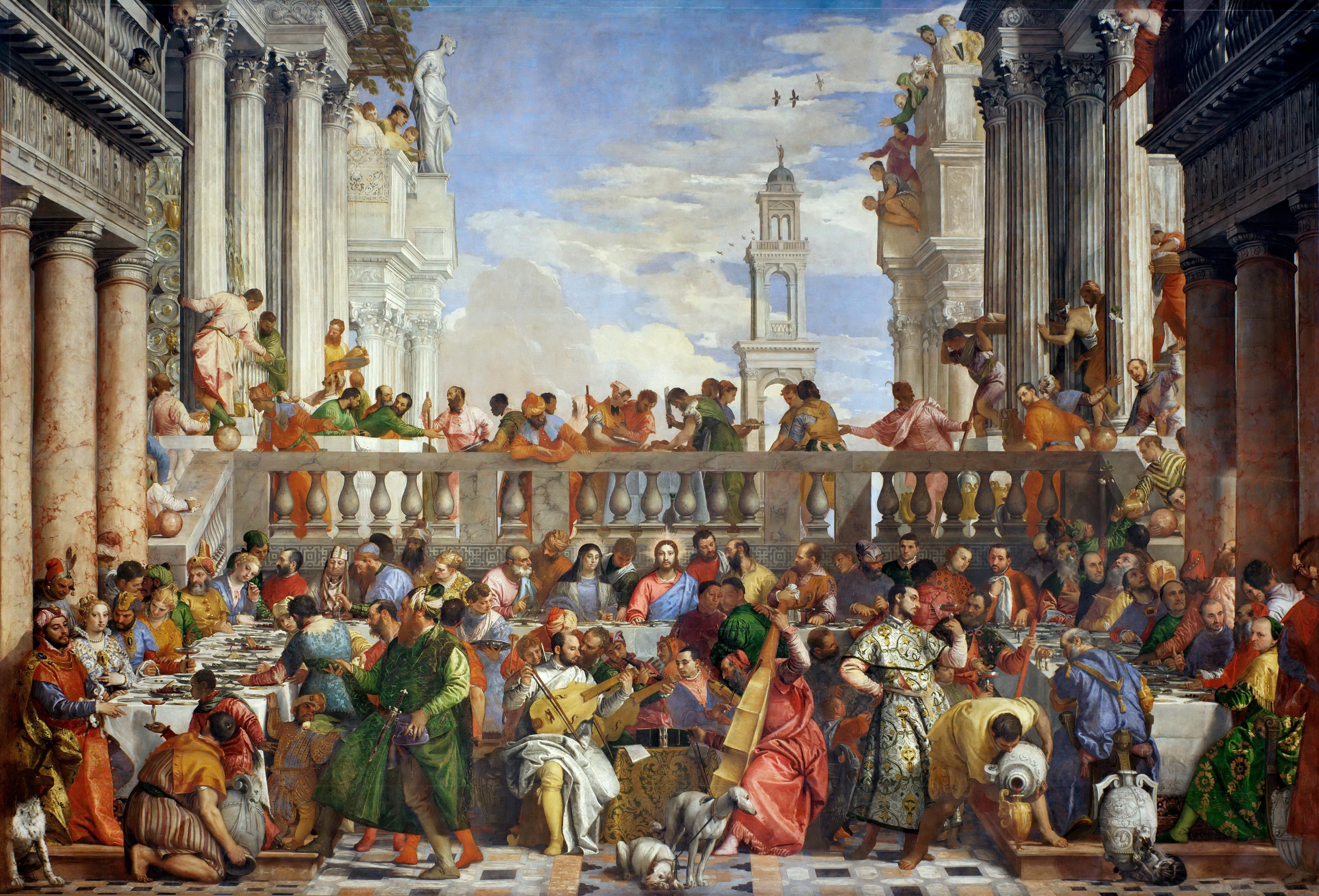
Las bodas de Caná, de Veronés (1563, óleo sobre lienzo, 677 × 994 cm).

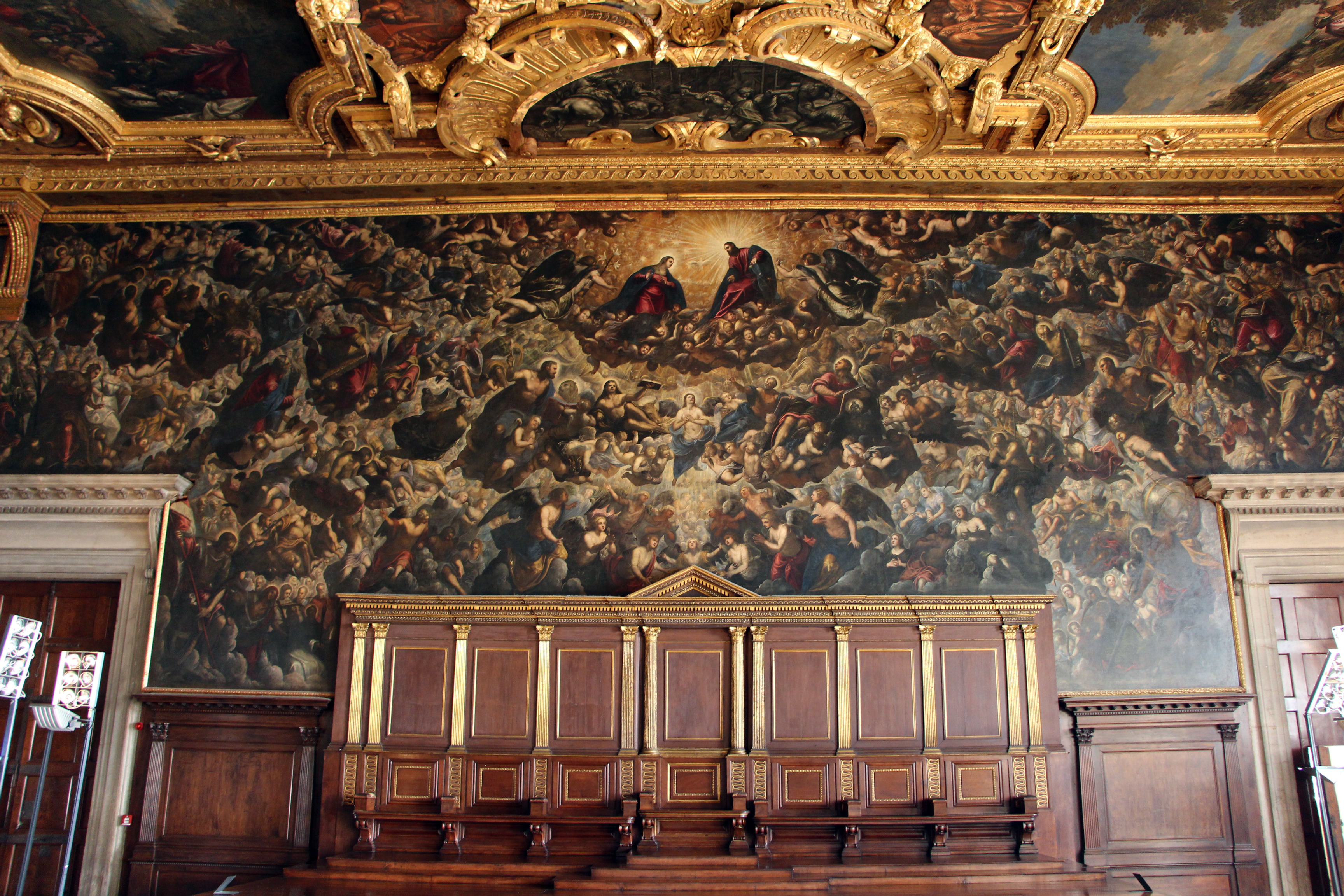
El Paraíso de Tintoretto (1588-1594), en la Sala del Maggior Consiglio del Palazzo Ducale de Venecia, se considera uno de los cuadros de mayores dimensiones del mundo (óleo sobre lienzo de 765 × 2451 cm, de formato adaptado a su entorno arquitectónico). Solo el boceto ya medía 174,5 x 494 cm.

## Historia

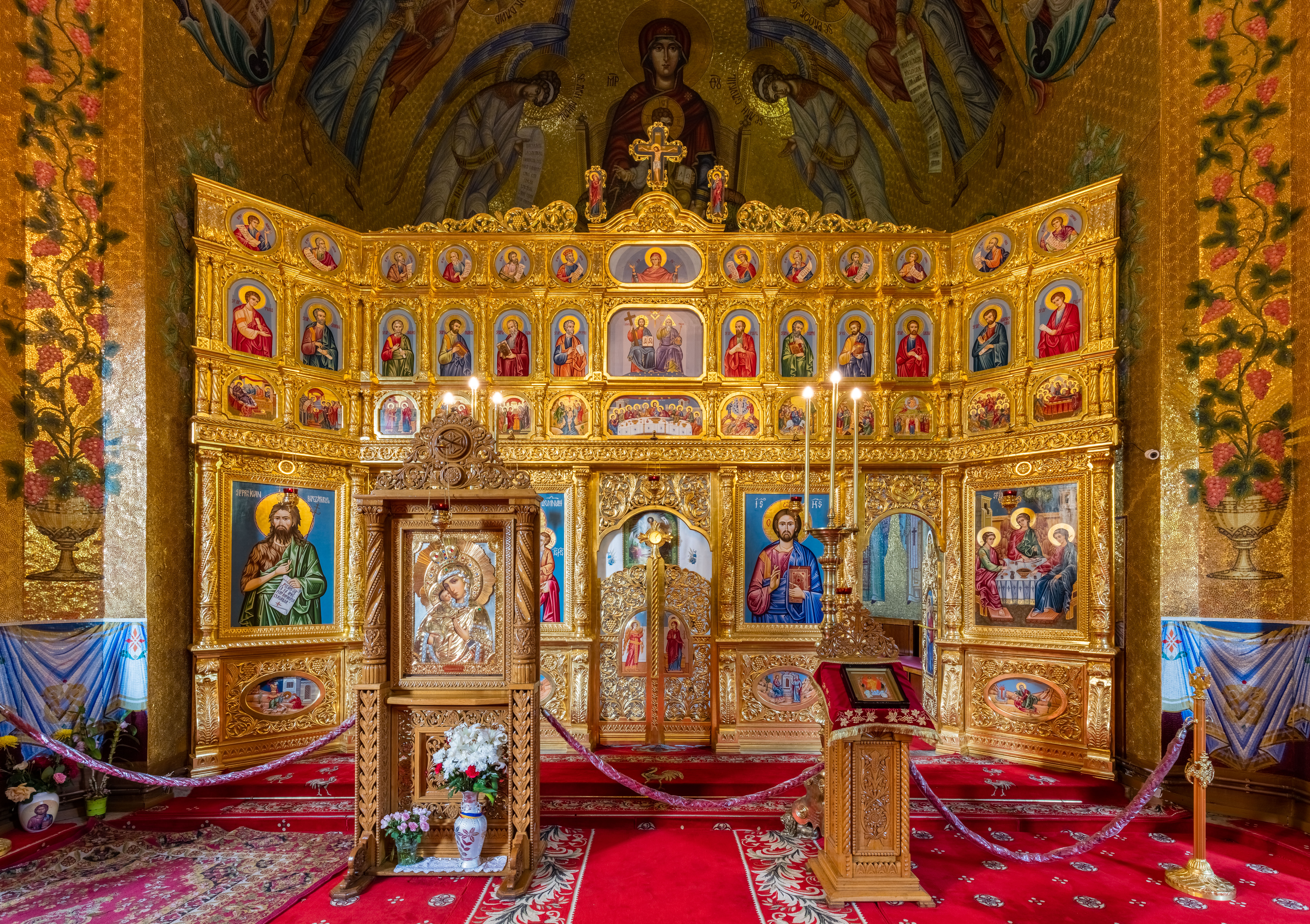
Iconostasio en el monasterio de Cocos (Isaccea, Rumanía).

El uso y la creación de cuadros pictóricos se remonta al Antiguo Egipto, donde los vestigios arqueológicos testimonian la realización de paneles de madera revestidos de yeso. En la Antigua Grecia hubo pintura de caballete hacia el siglo IV a. C. A las tablas de madera pintadas, con fines votivos, se las denominaba pinax (πίναξ). En el arte bizantino hubo desde el siglo X cuadros en mosaico; aunque su más evidente aportación al concepto de cuadro son los iconos, cuya función litúrgica era ser exhibidos en el iconostasio de los templos, y que pueden fácilmente convertirse en cuadros devocionales transportables como arte mueble a otras instituciones e incluso a domicilios particulares. En el arte medieval el cuadro reviste diferentes formas y soportes: pintura sobre tabla, marfil y bordados montados sobre cuadros.
La pintura sobre cuadros se generalizó en Europa en el siglo XIV. A diferencia de los tapices o la pintura mural, el cuadro era un soporte decorativo independiente, que podría ser libremente desplazado y colgado en cualquier lugar. Con el desarrollo del mercado del arte, el siglo XVI ve la aparición de los primeros coleccionistas de cuadros, que reúnen sus colecciones en gabinetes diseñados para tal propósito.
El lienzo se generaliza como soporte de los cuadros pictóricos a partir de la escuela veneciana.

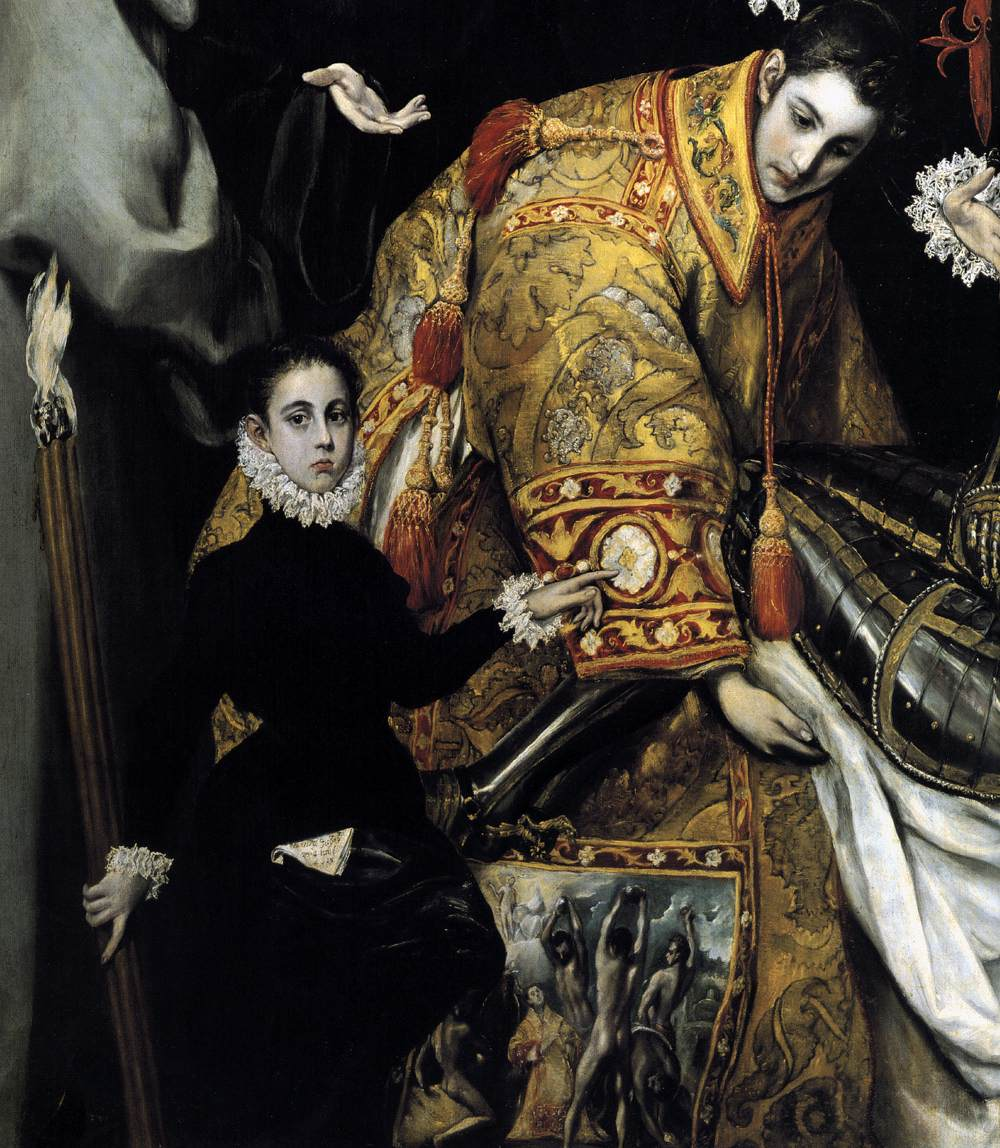
Detalle de El entierro del conde de Orgaz, de El Greco (1586). En la casulla de San Esteban está representada la escena del martirio de ese santo como si fuera un cuadro, lo que sirve para identificarlo. En otra parte del cuadro, la casulla de San Agustín, aparecen representados otros tres santos.

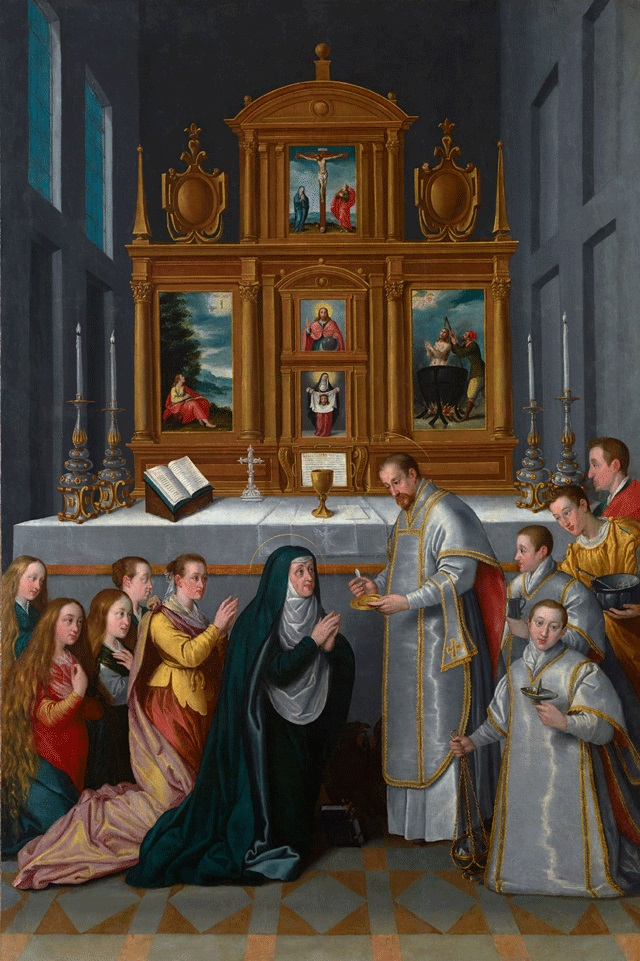
Los miembros de la familia de Carlos II de Estiria representados en La comunión de la Virgen, frente a un retablo "metapictórico", una de cuyos cuadros contiene a su vez otro recurso de ese tipo: La Verónica exhibiendo la imagen de Cristo en su paño. Atribuido a Juan Pantoja de la Cruz, ca. 1600.

## El cuadro dentro del cuadro

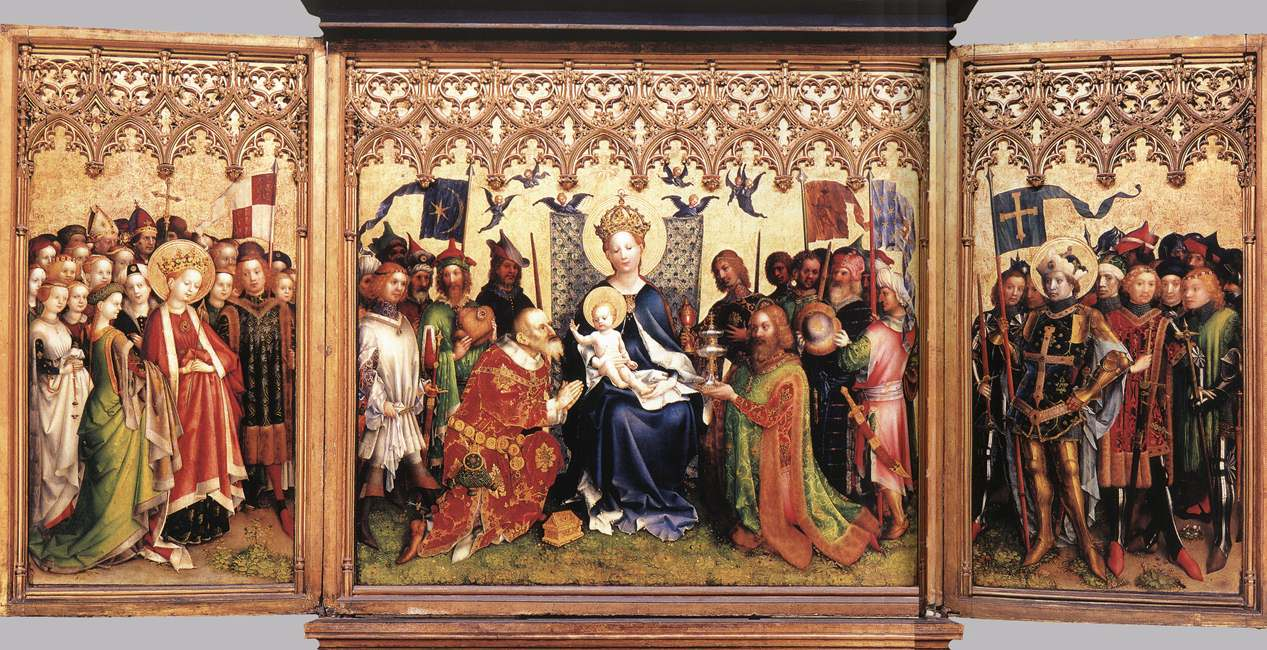
Altar de los Patronos de Colonia, de Stefan Lochner, ca. 1440. Un tríptico enmarcado con los motivos decorativos característicos del Gótico flamígero.

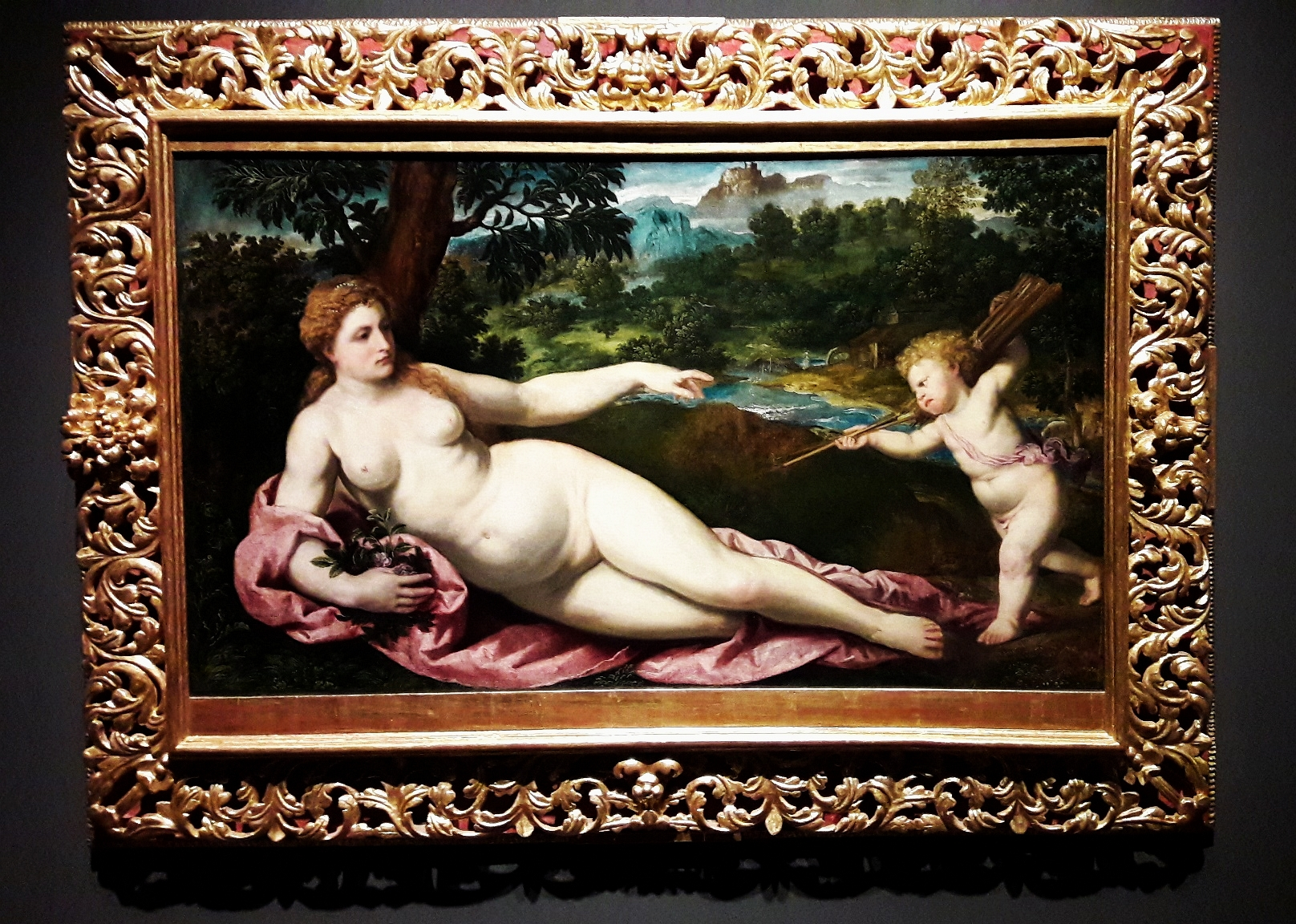
Venus y Cupido, de Paris Bordone, ca. 1545-1550. Una pintura manierista italiana con un ancho marco profusamente decorado.

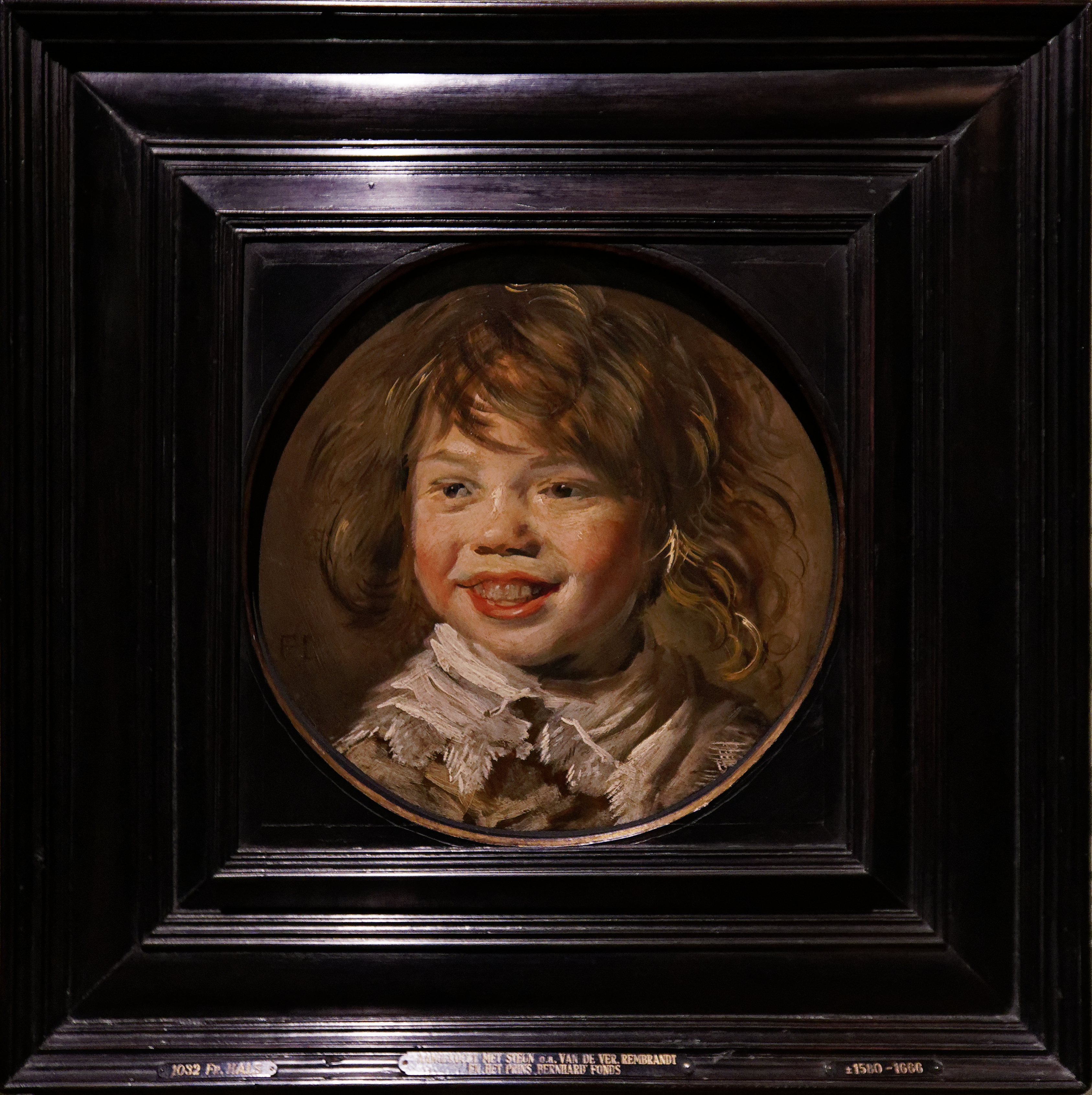
Niño sonriente, de Frans Hals (ca. 1625), un marco ancho, pero sobrio, para un pequeño tondo de escuela holandesa.

André Chastel y Julián Gállego proponen la explícita expresión "el cuadro dentro del cuadro" (título de uno de los ensayos del historiador francés, recopilado con otros, en Fables, Formes, Figures, 1978, y de un libro del historiador español, mismo año) para esa forma de representar un cuadro dentro del que el espectador está viendo; una forma de recursividad o autorreferencia de la pintura. En una exposición del Museo del Prado esa autorreferencia, que implica no solo la recursividad de cuadros dentro de cuadros, sino toda representación de la propia actividad artística, se ha denominado "metapintura" (pintura de la pintura). Refiriéndose a la pintura de Vermeer, se ha especulado sobre la posibilidad de que los cuadros representados dentro de sus cuadros fueran invenciones del mismo pintor, pinturas realmente existentes (algunas de ellas se han identificado efectivamente, y el autor pudo conocerlas aunque fuera a través de grabados) o paráfrasis de ellas. Algunas las usaba en varias obras, cambiándolas de tamaño y forma en distintas obras. En cuanto al valor alegórico o simbólico de tales cuadros interiores para el tema del cuadro mayor, hay menores evidencias, pues solo es claro en unos pocos casos, y en otros más sutil o indirecto.

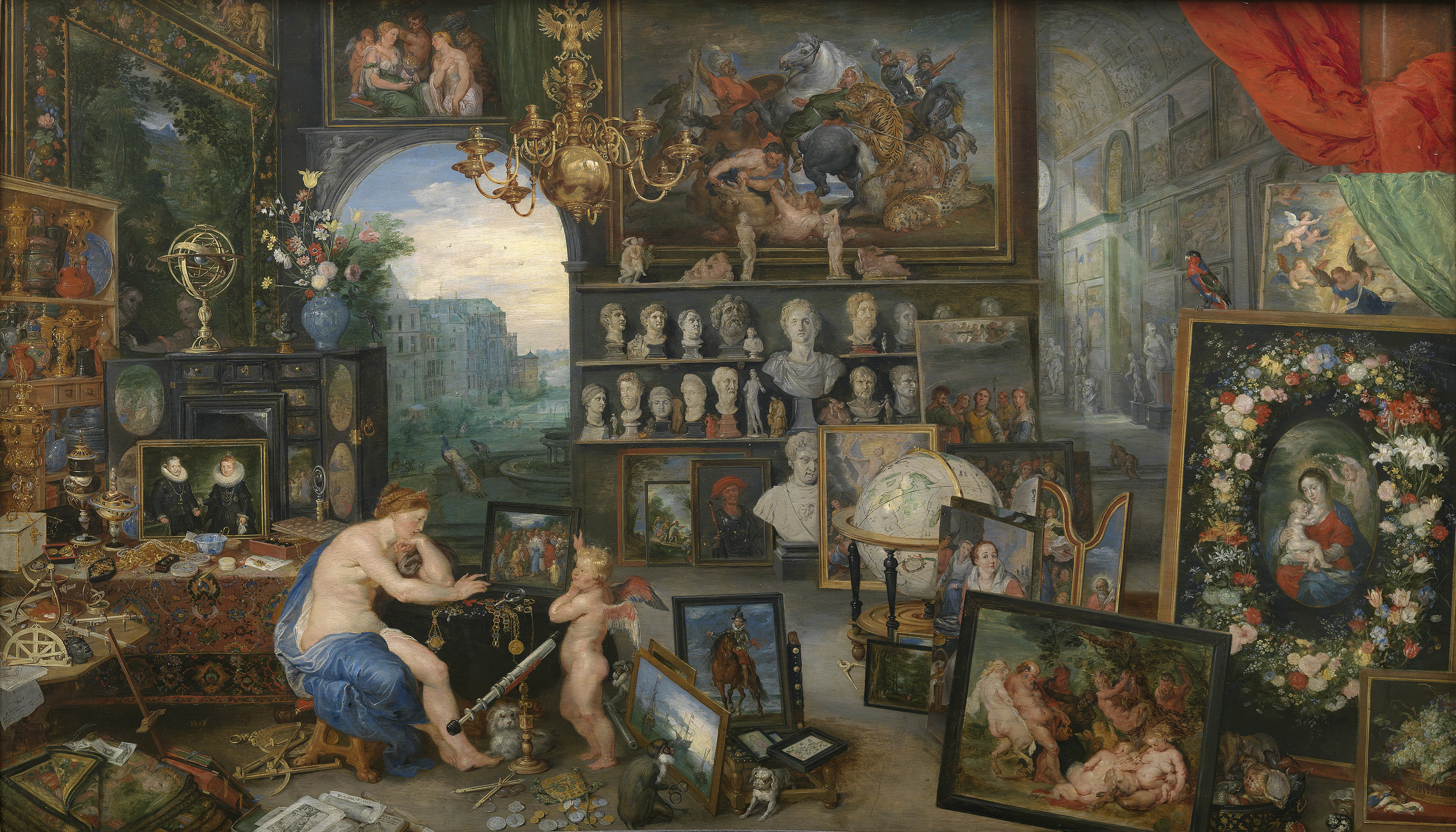
El sentido de la vista, de Jan Brueghel el Viejo y Peter Paul Rubens, 1617.
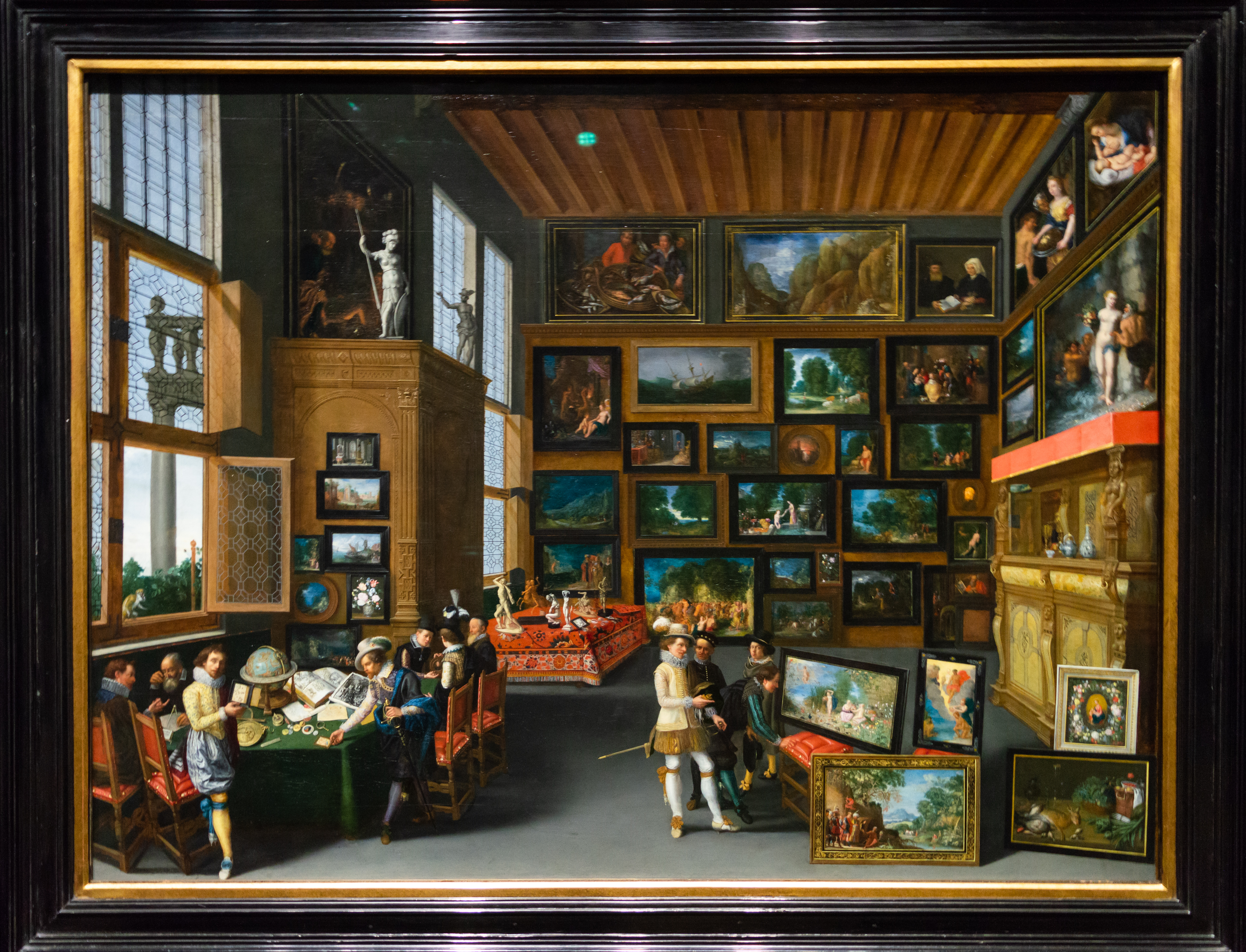
Cognoscenti en una galería de pinturas, anónimo de escuela flamenca, ca. 1620.
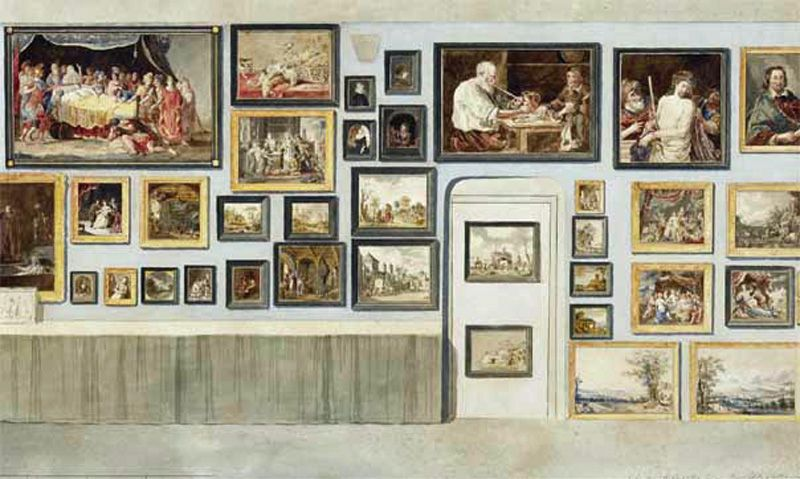
La colección de pintura de Gottfried Winckler, de Christian Friedrich Wiegand, ca. 1770.
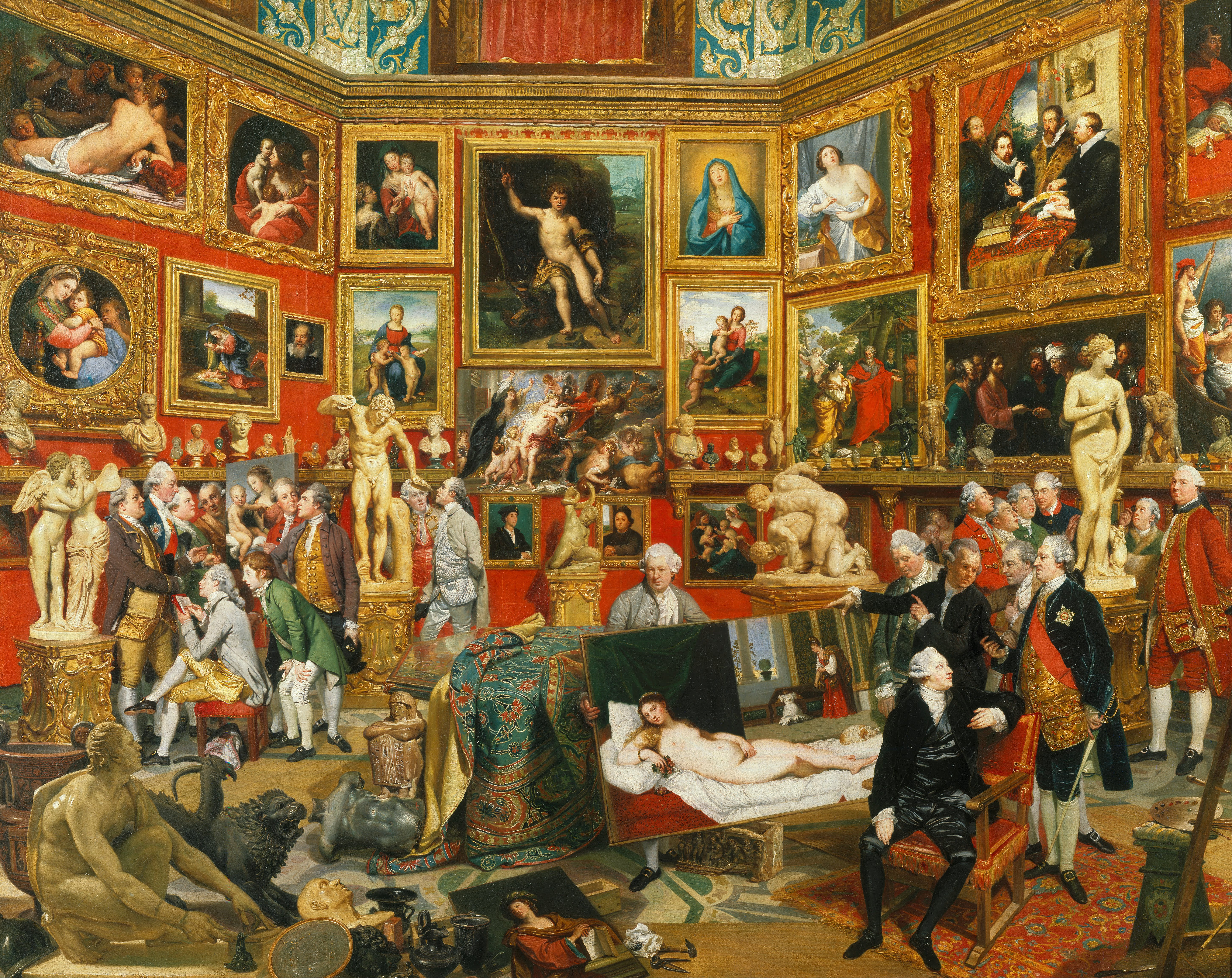
La tribuna de los Uffizi, de Johan Zoffany, 1772-1777.
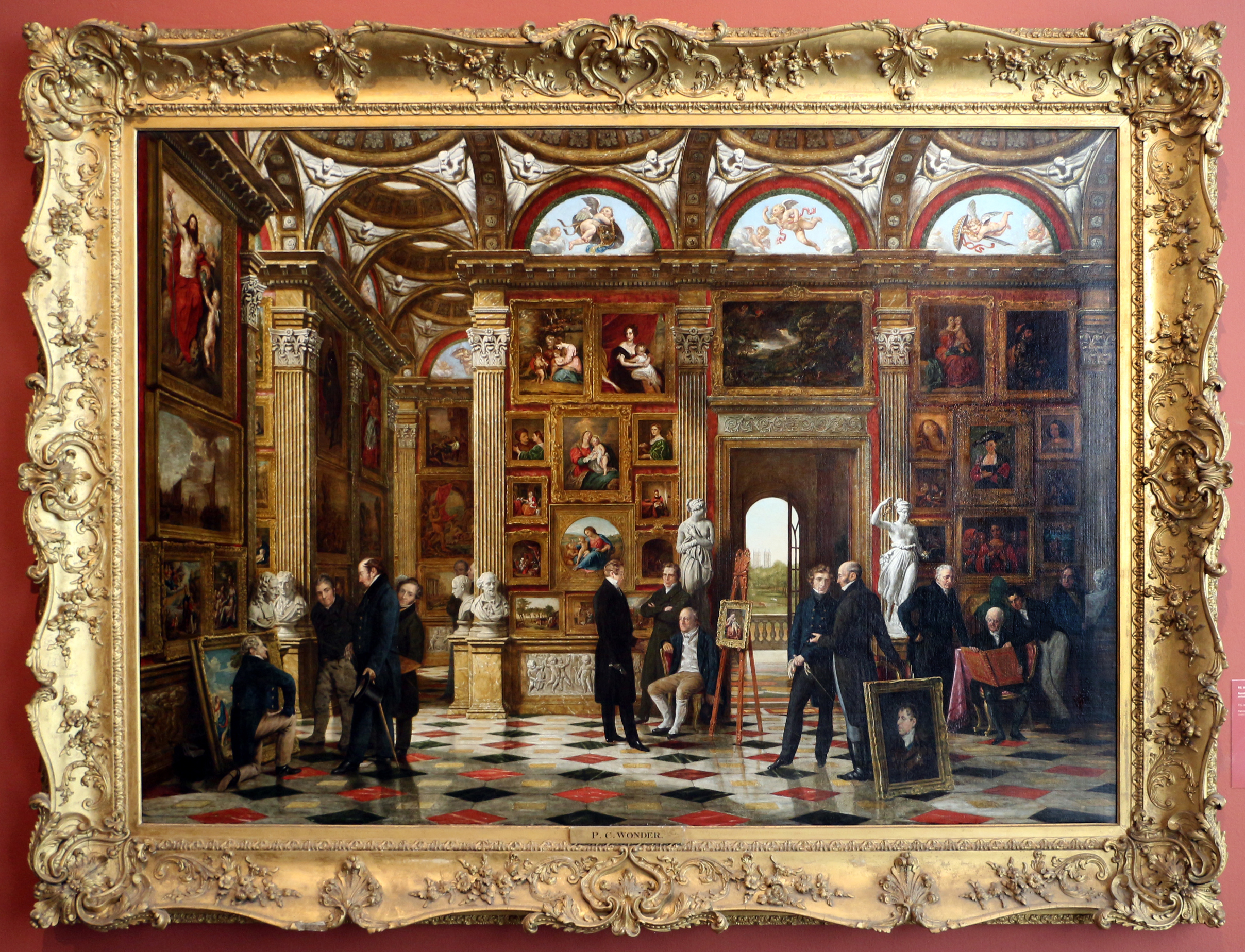
Mecenas y amateurs, de Pieter Christoffel Wonder, 1830.
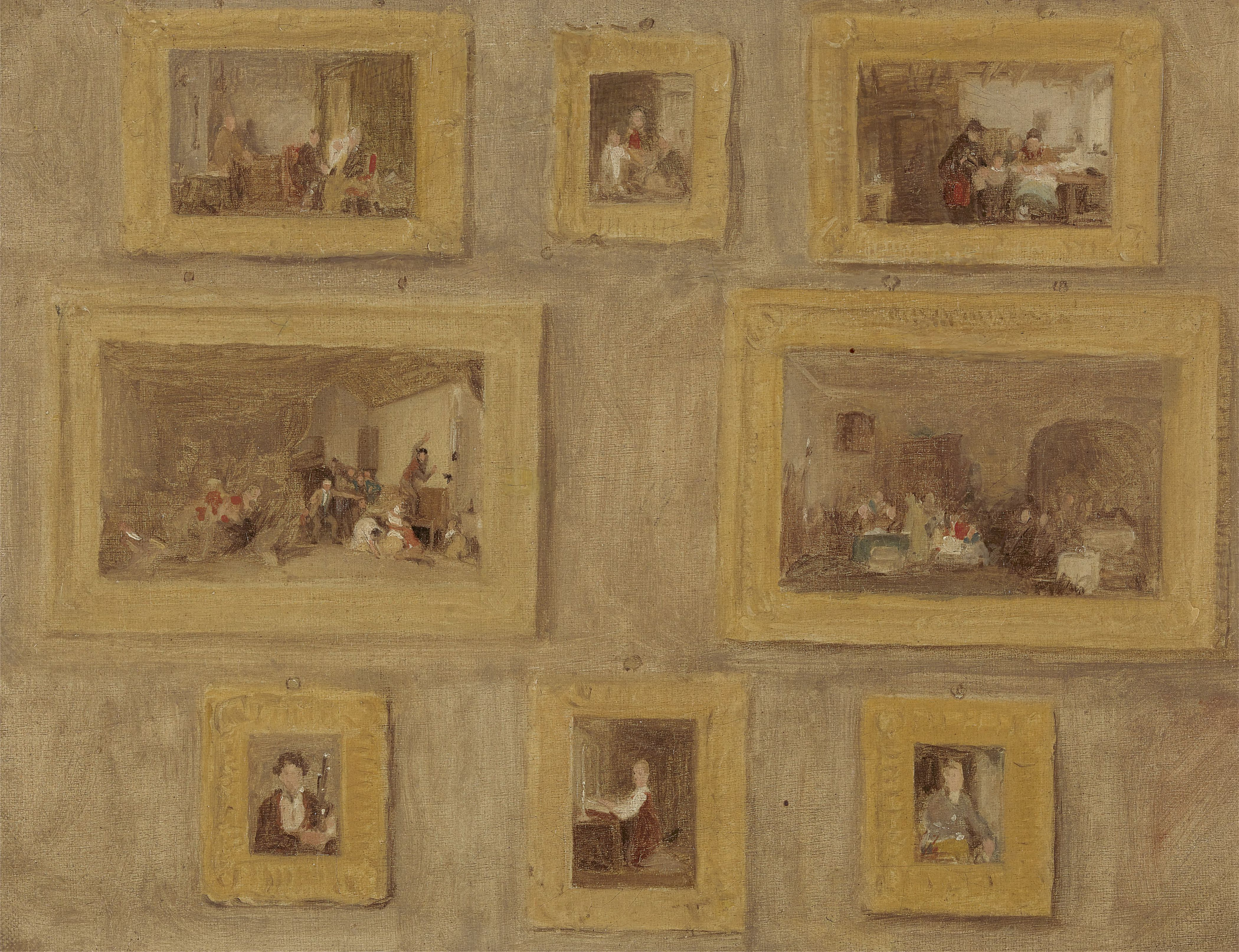
Apunte de ocho cuadros enmarcados y colgados de una pared, de David Wilkie, antes de 1841.
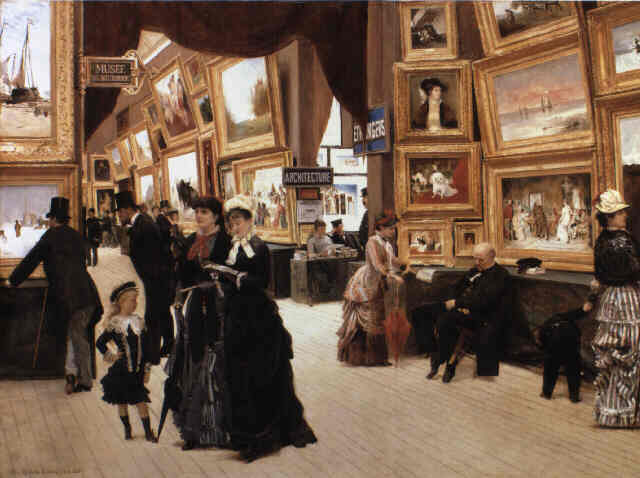
Un rincón del Salón de París en 1880, de Édouard Joseph Dantan.
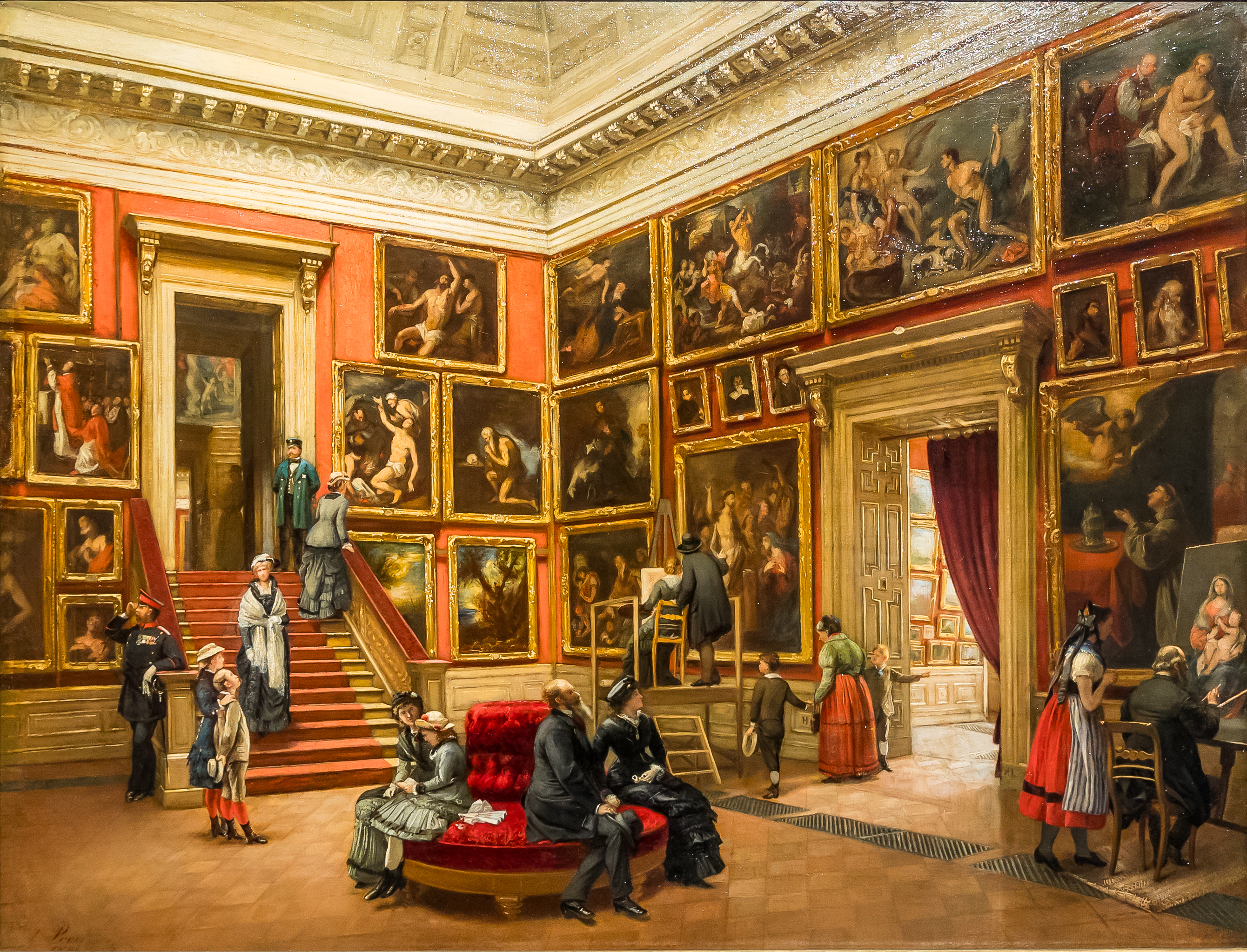
En la Galería de Dresde, de Karl Louis Preusser, 1881.

Mención aparte merecen la gran cantidad de ejemplos de pintores que se autorretratan en actitud de pintar un cuadro (visible o invisible -si lo que aparece es el reverso del cuadro-), o que pintan en esa actitud a un colega suyo, a veces real (normalmente un pariente o un amigo pintor) y a veces imaginado (alegoría de la Pintura, Apeles pintando a Campaspe, San Lucas retratando a la Virgen).

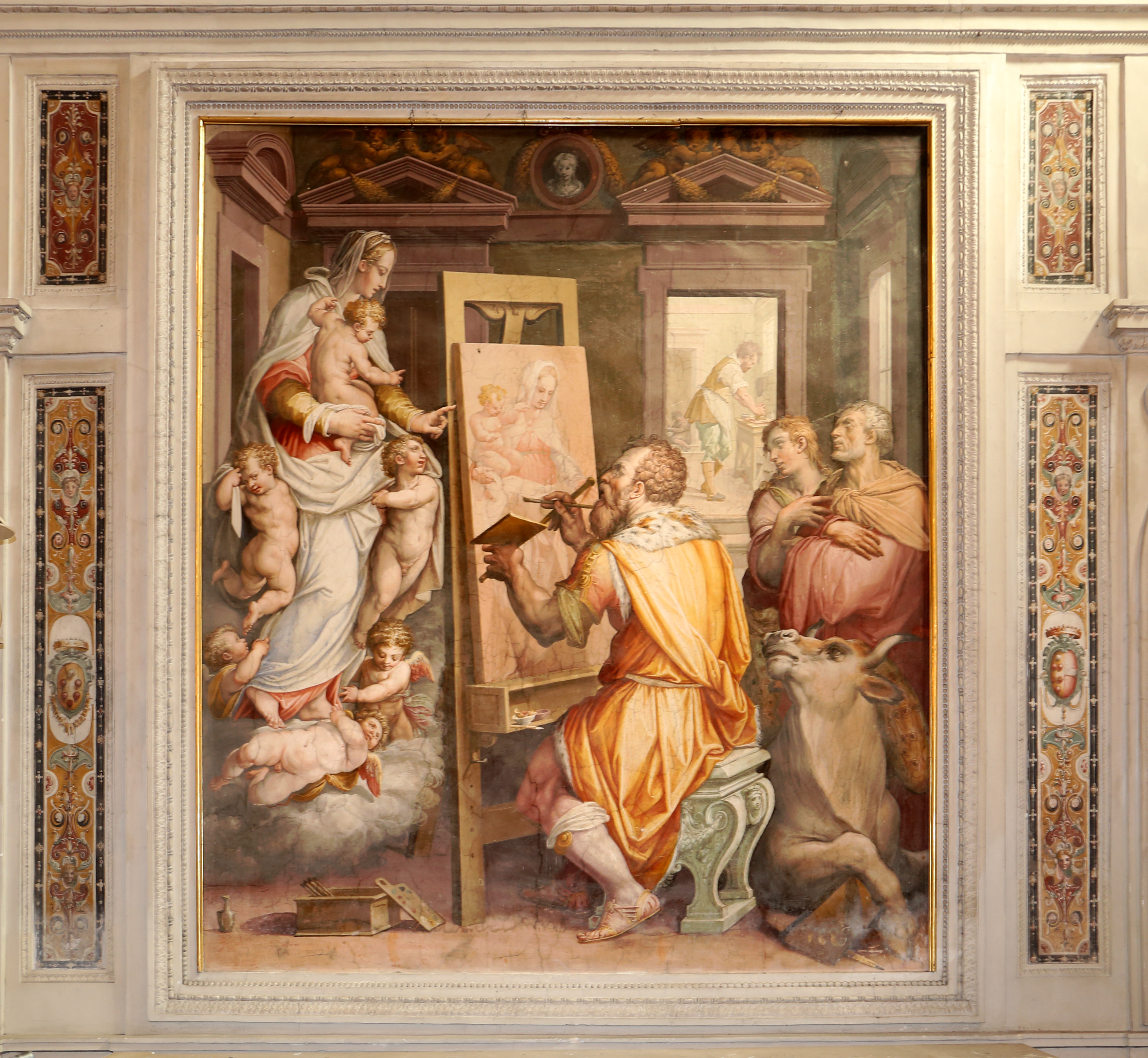
Autorretrato de Vasari como San Lucas retratando a la Virgen, ca. 1560.
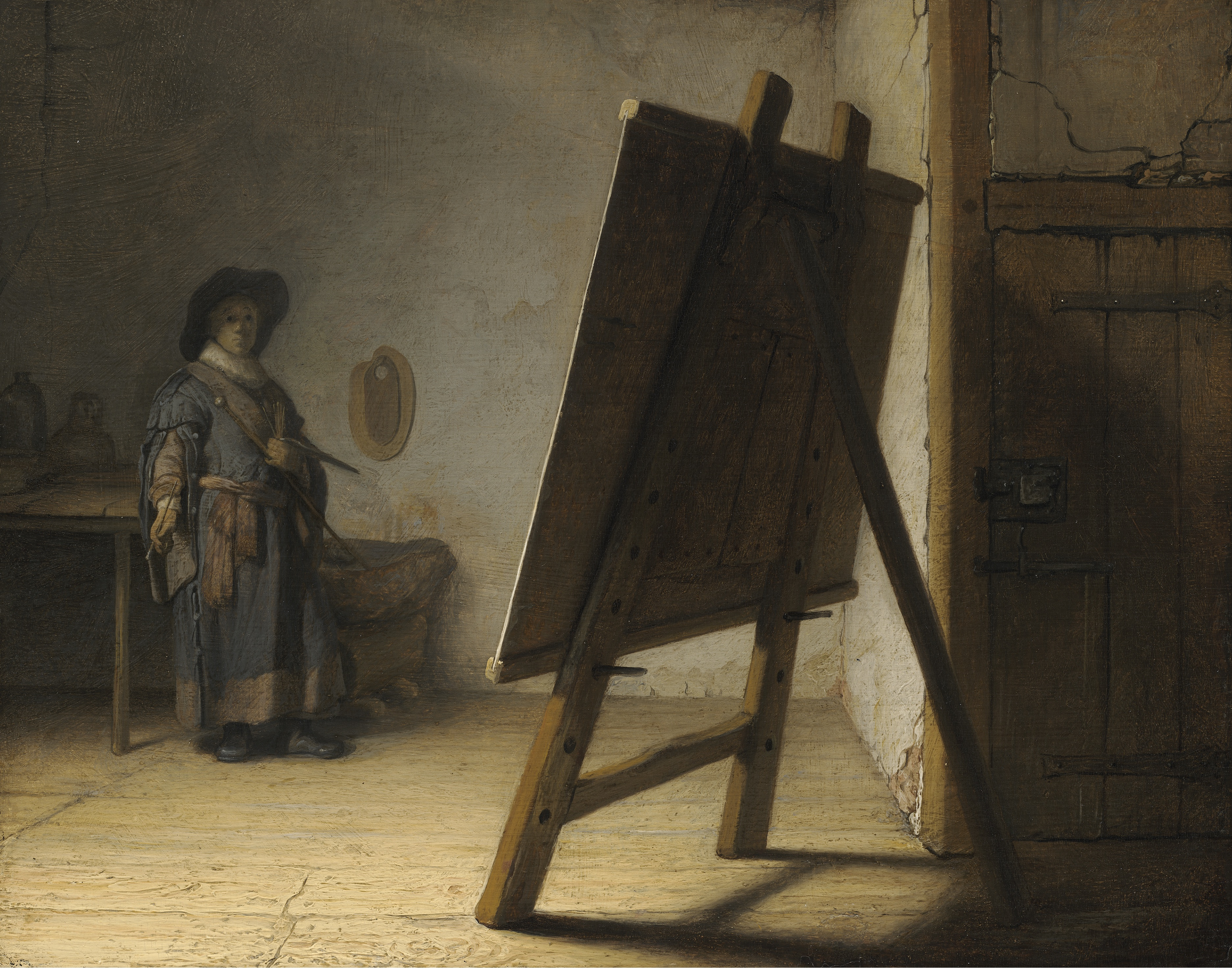
El artista en su estudio, de Rembrandt, ca. 1626.
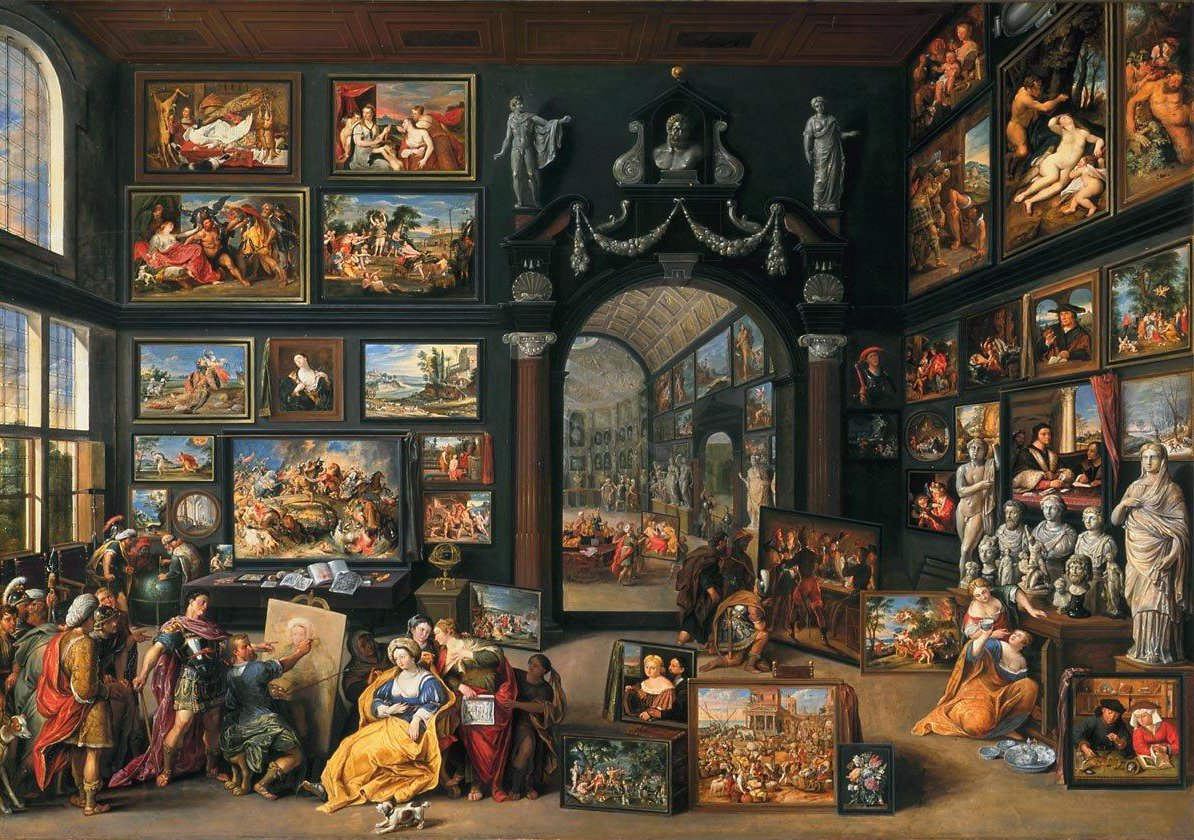
Apeles pintando a Campaspe, de Willem van Haecht (II), ca. 1630.
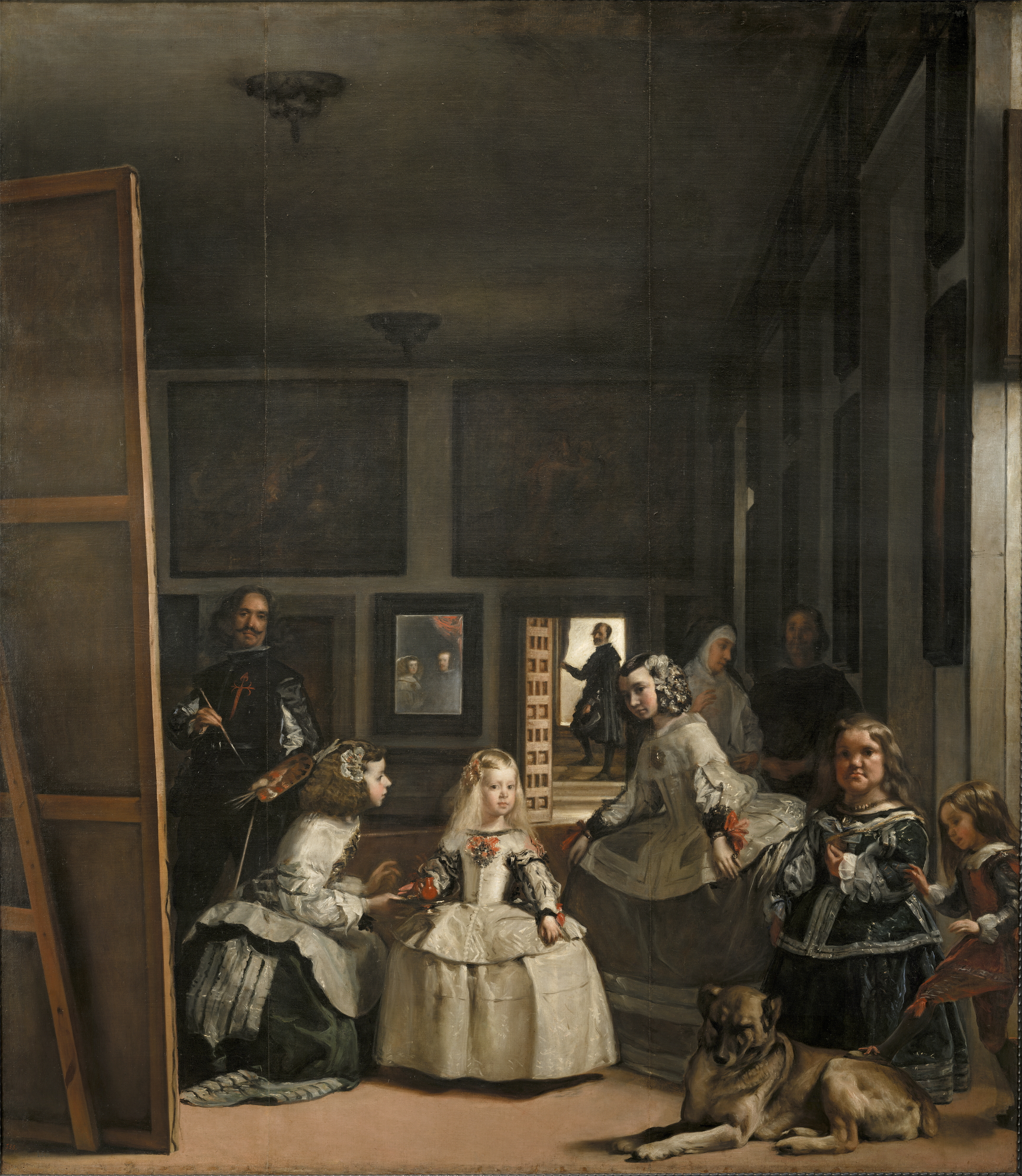
Las meninas, de Velázquez, 1656.
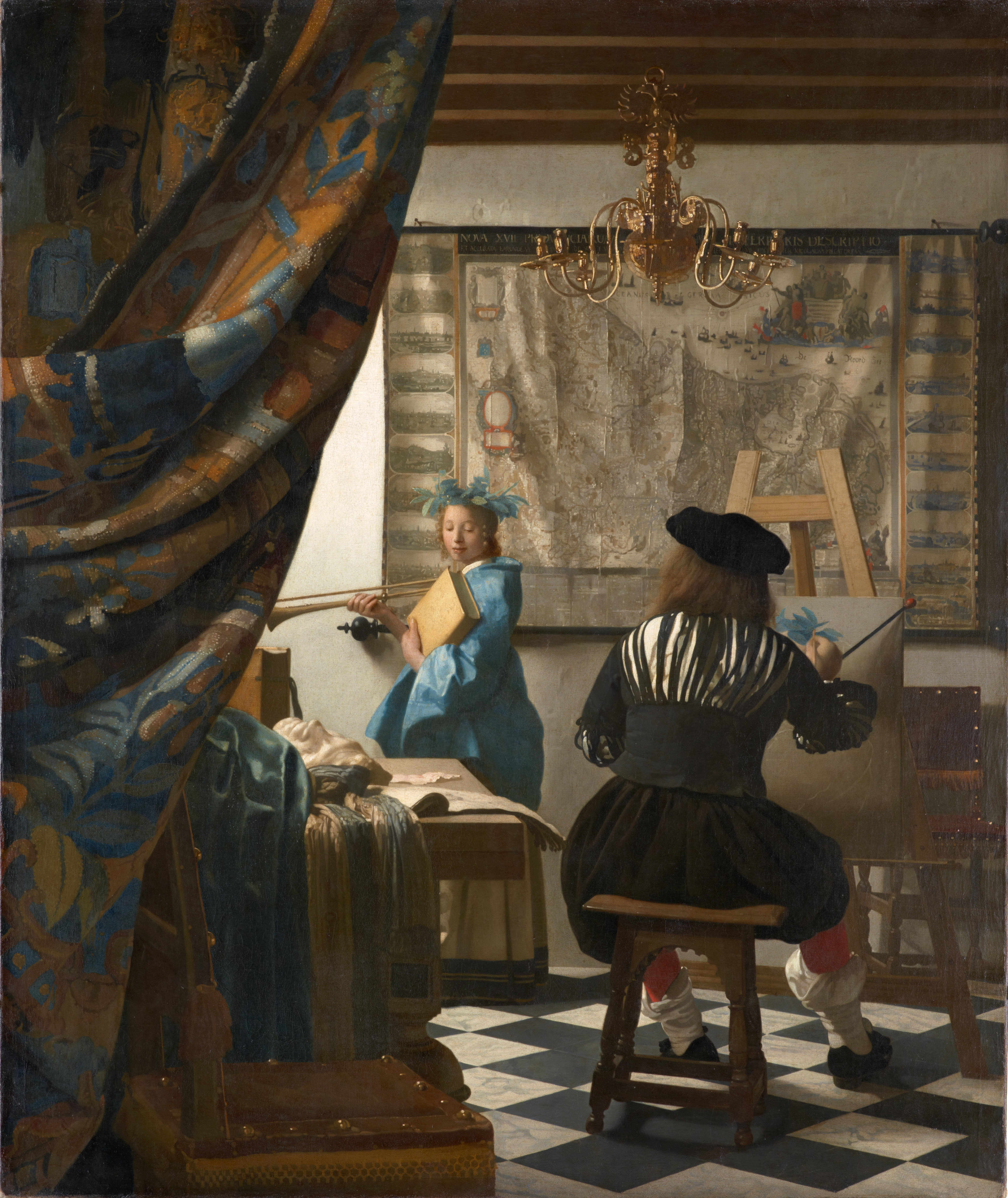
El arte de la pintura, de Vermeer, ca. 1666-1668.
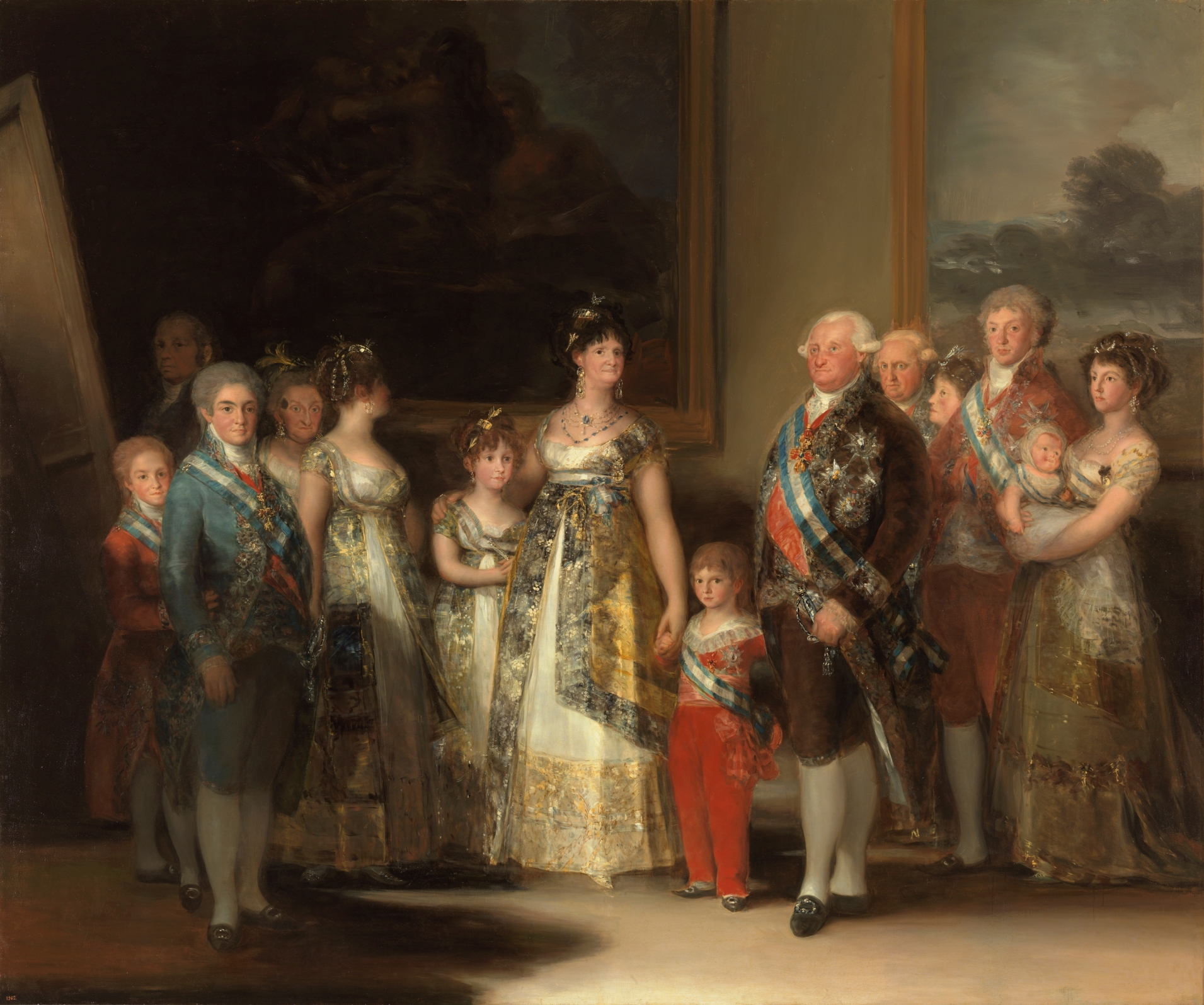
La familia de Carlos IV, de Francisco de Goya, 1800.
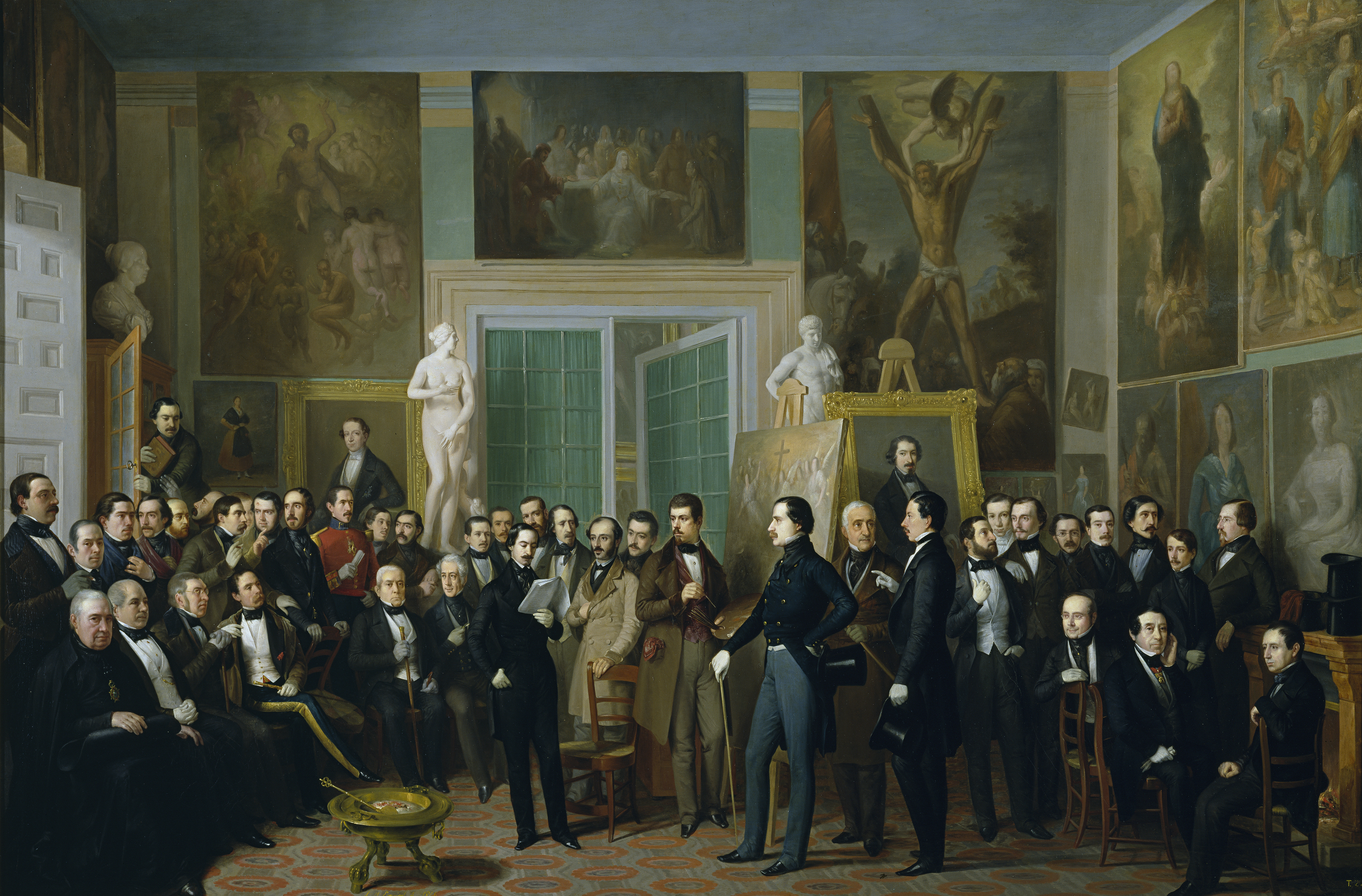
Los poetas contemporáneos. Una lectura de Zorrilla en el estudio del pintor, de Vicente Esquivel, 1846.
El taller del pintor, de Courbet, 1855.
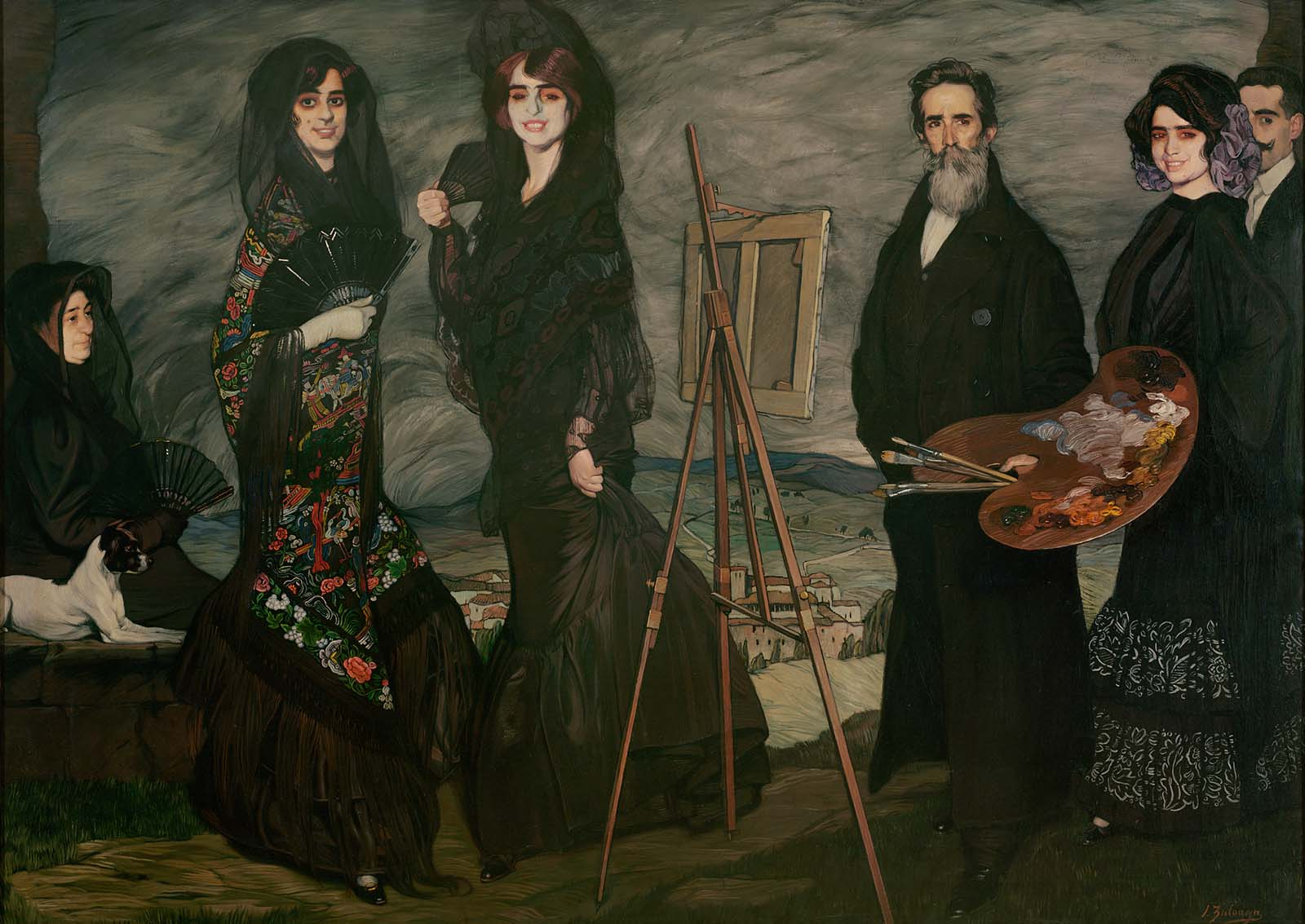
Mi tío Daniel y su familia, de Ignacio Zuloaga, 1910.

Véase la categoría "Pinturas de interiores de museos" en Commons

## El marco es la mitad del cuadro
La función del marco no es únicamente la protección de la obra pictórica, sino separarla del espacio real, contribuyendo a que la mirada del espectador se concentre (y participe de la convención del cuadro como "falsa ventana" en una pared); o, en ocasiones, forma parte de un trampantojo. De hecho, los marcos prolongan la superficie de los cuadros (la expresión tópica "el marco es la mitad del cuadro" se refiere parcialmente a ello). Aunque hay precedentes en la pintura antigua, es a finales de la Edad Media cuando los iniciales listones de madera van ganando en complejidad. Muchas veces eran diseñados por los propios pintores; y se observan diferencias significativas entre las diferentes escuelas nacionales a partir del siglo XVII (sobriedad en los holandeses y suntuosidad en los italianos, llegando a extremos en la Francia del Rococó). En sus inicios del siglo XIX, muchos museos despreciaron los marcos originales y los sustituyeron por marcos normalizados, simples y neutros; hasta que el historiador alemán Wilhelm von Bode realizó el primer estudio del tema en su artículo Los marcos, antes y ahora (1898), y desde 1904 impulsó la revisión de los marcos de la Gemäldegalerie de Berlin.

Un ejemplo de marcos concebidos artísticamente son los del escultor y arquitecto renacentista italiano Jacopo Sansovino.

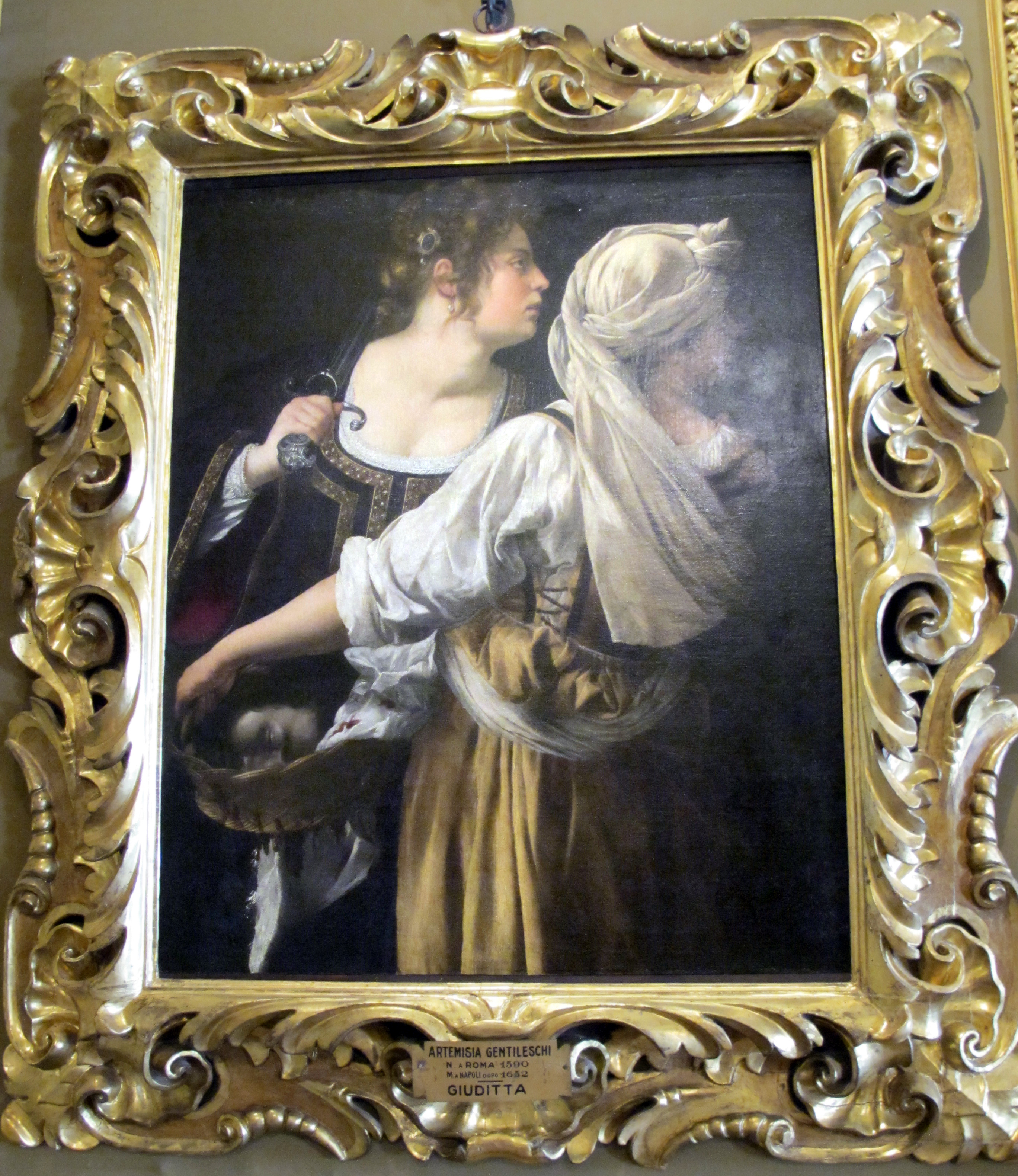
Judith con la cabeza de Holofernes, de Artemisia Gentileschi, ca. 1613-1618.
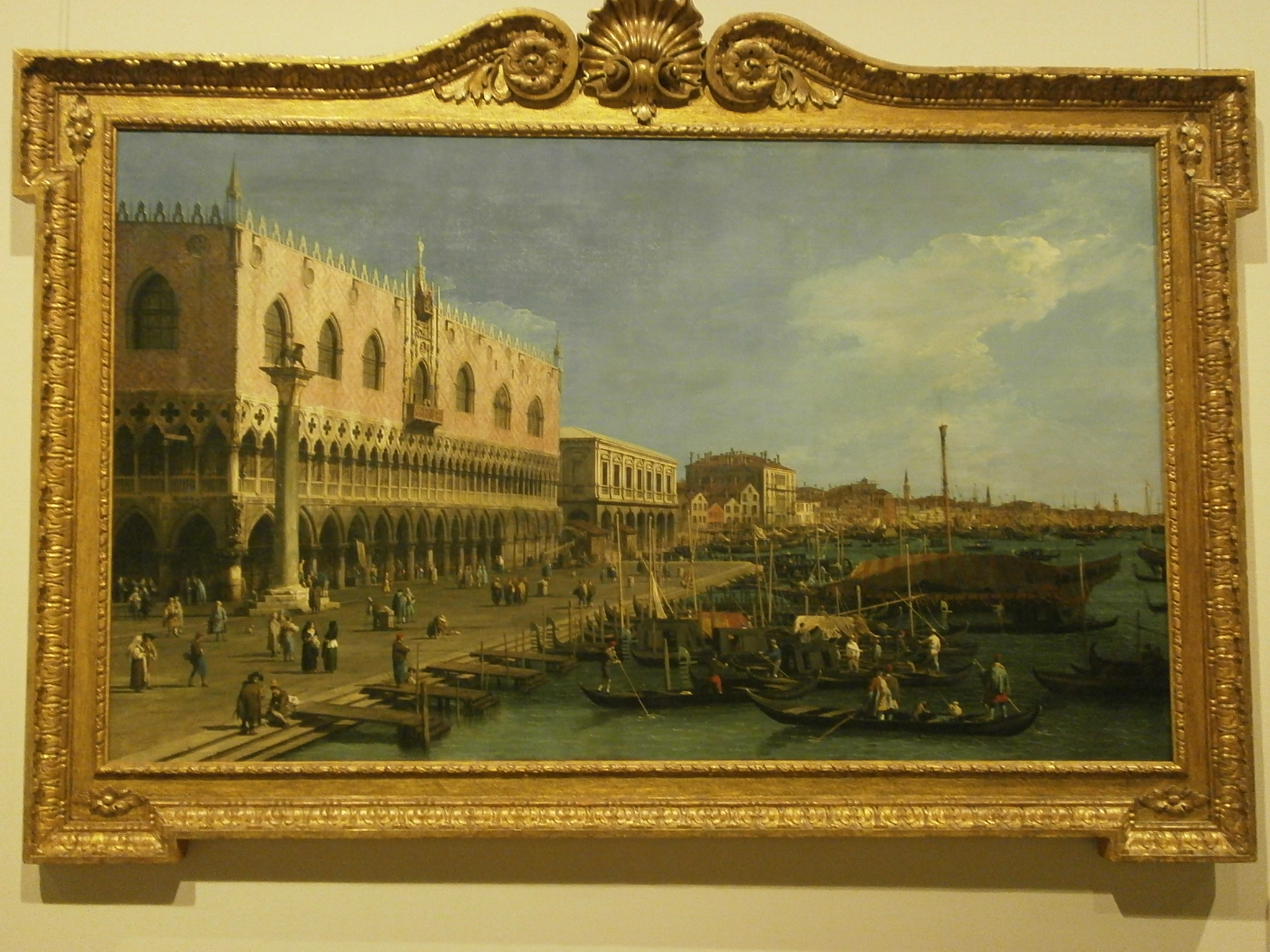
Il Molo verso la Riva degli Schiavoni con la colonna di San Marco, una veduta de Canaletto (ca. 1742).
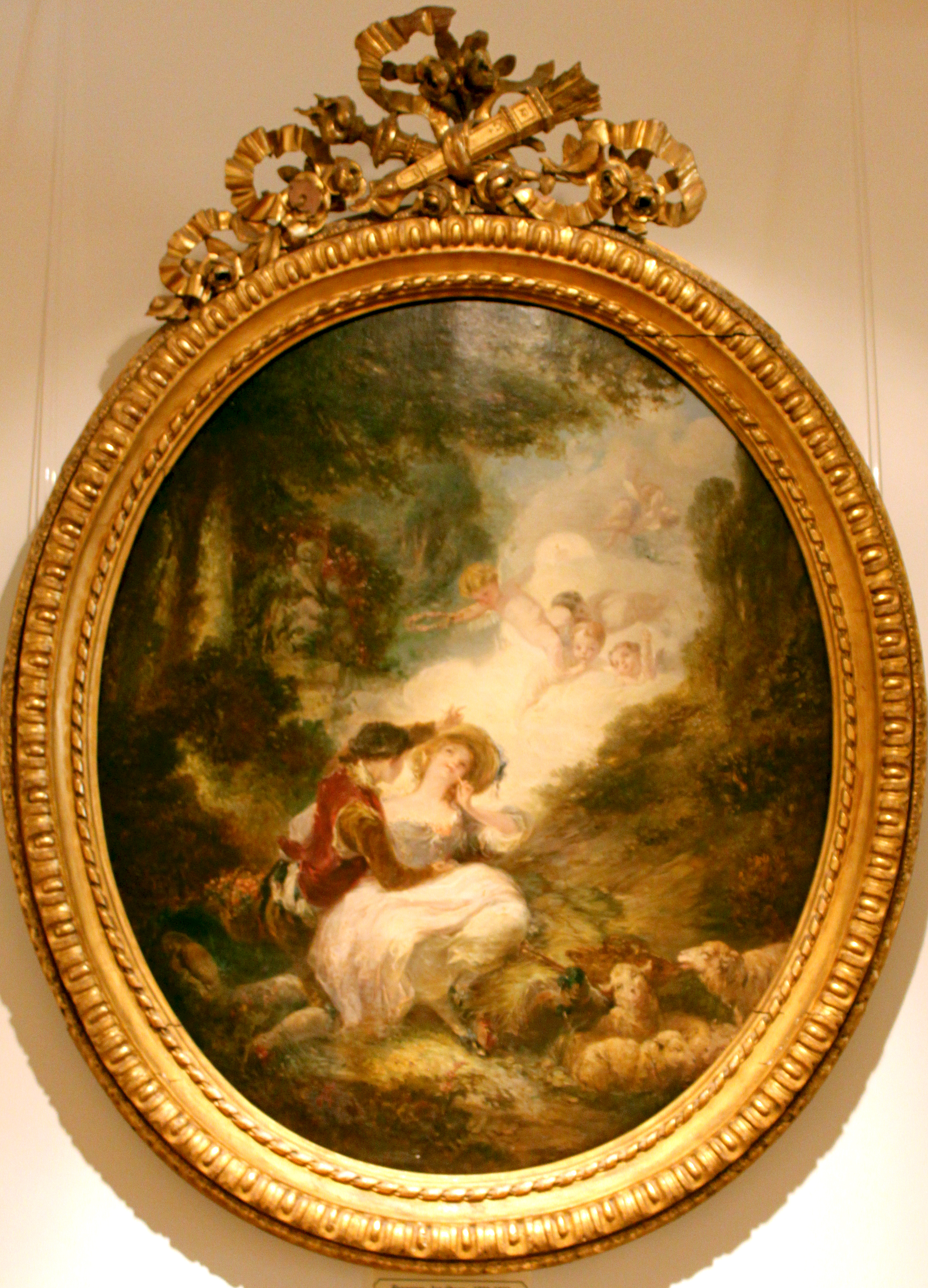
Pastoral, de Jean-Honoré Fragonard (sin datar, segunda mitad del siglo XVIII).

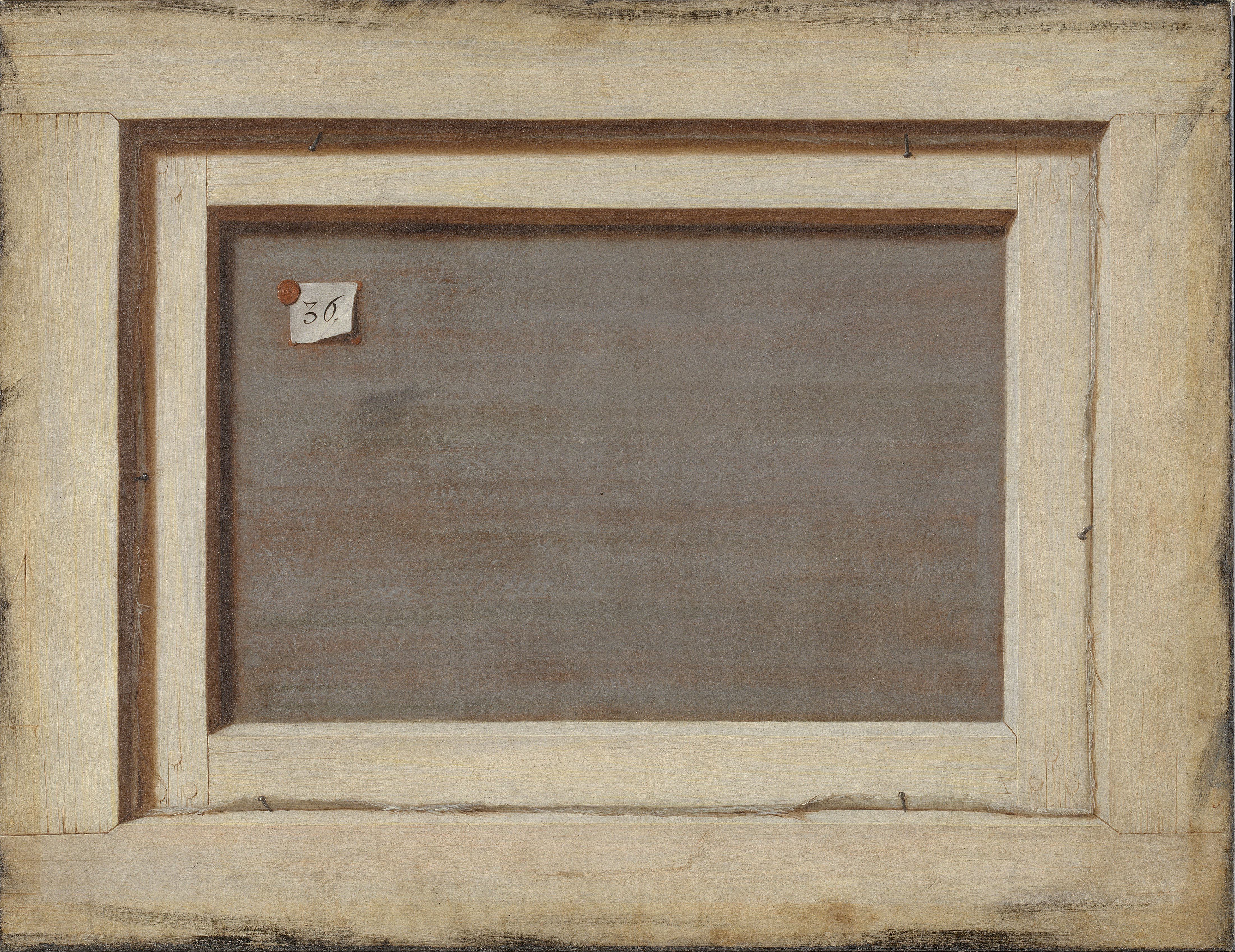
Trampantojo: El reverso de un cuadro enmarcado, de Cornelius Norbertus Gijsbrechts, ca. 1668-1672.

Véase la galería de imágenes en Commons

## Mirar un cuadro
La particular complicidad entre pintor y público, que las convenciones artísticas han construido en torno a los cuadros (en mayor medida que en otros vehículos de expresión y comunicación visual), hace que la mirada del espectador, su sensibilidad estética y su contexto cultural sean esenciales. La expresión "mirar un cuadro" es un tópico de la relación de los cuadros con los visitantes de los museos y exposiciones.
La masificación turística, junto con la irrupción de los teléfonos inteligentes que incluyen cámara fotográfica, ha significado una alteración esencial en la forma en que se mira los cuadros en los museos.

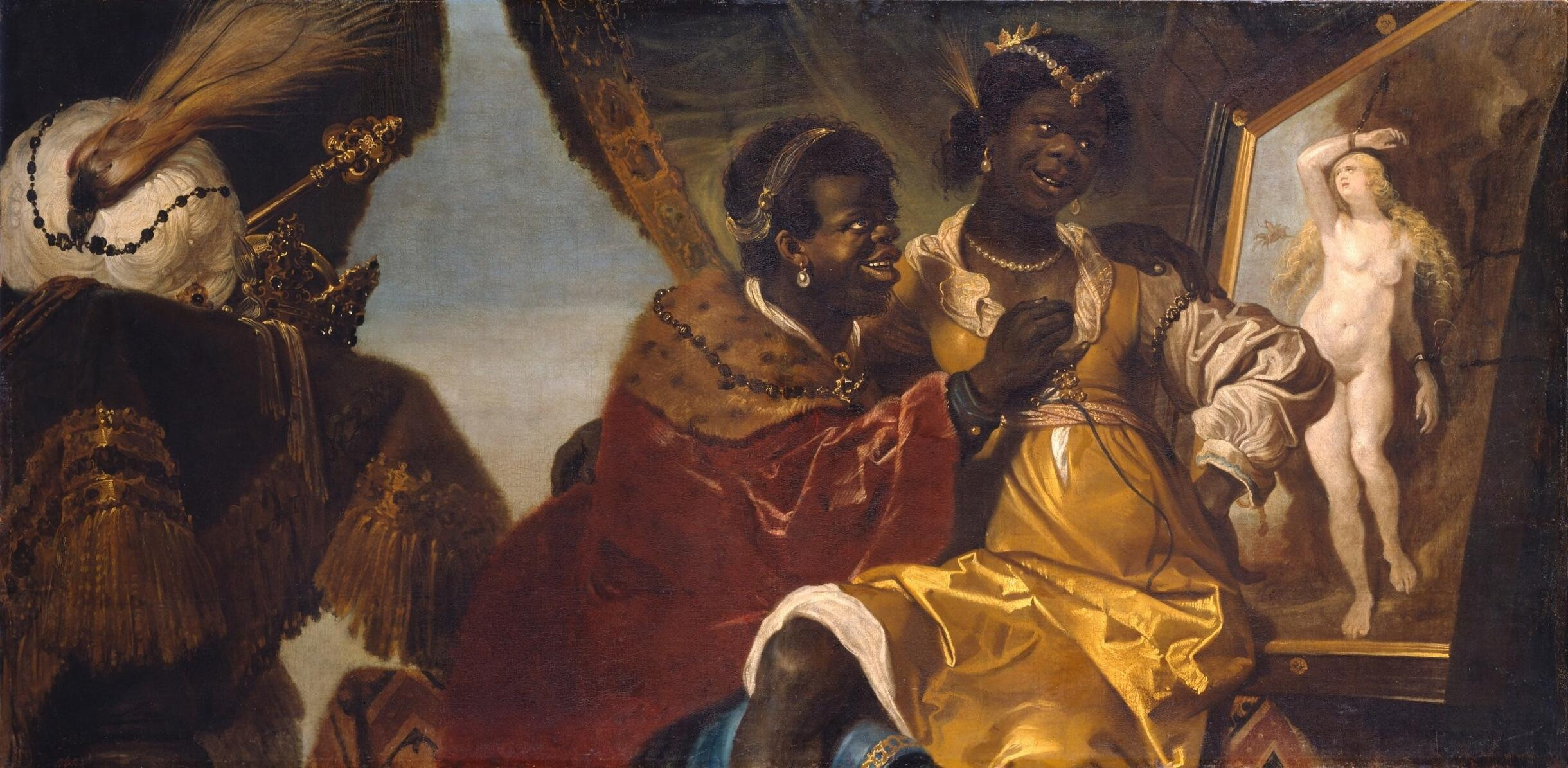
Escena de las Etiópicas de Heliodoro, de Karel van Mander III, 1640.
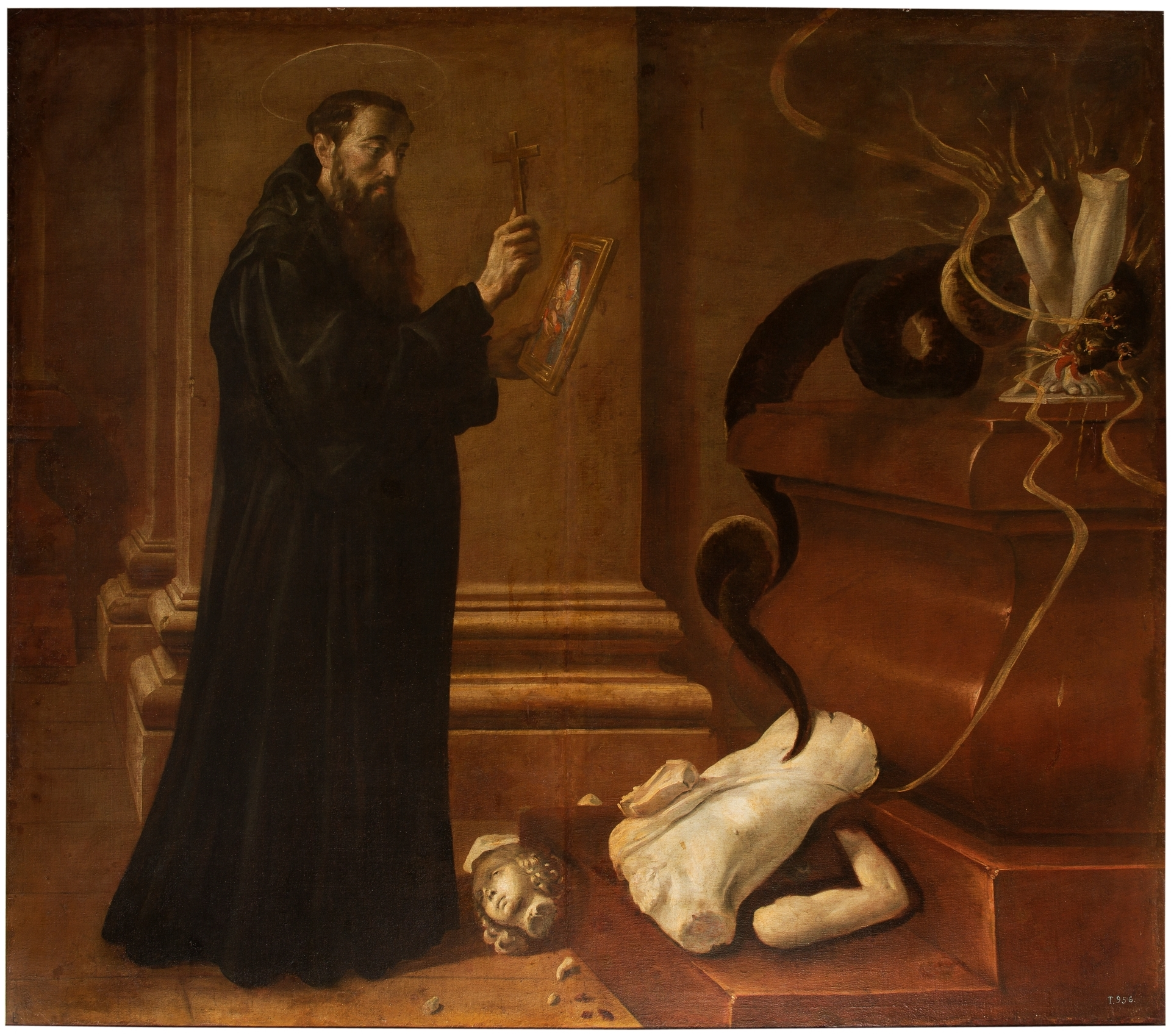
San Benito destruyendo los ídolos, de Juan Andrés Ricci, antes de 1662.
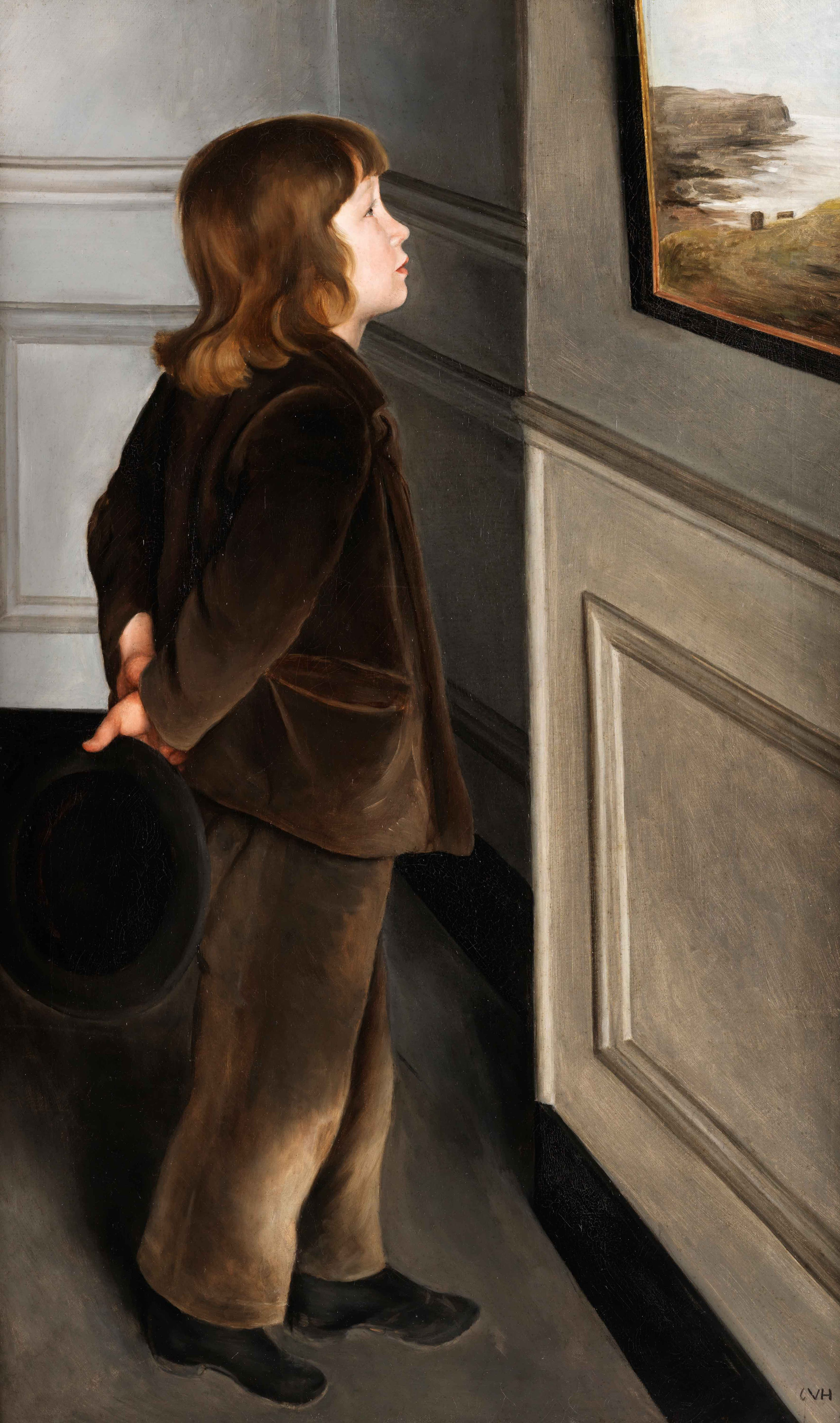
Niño mirando un cuadro, escuela danesa, siglo XIX.
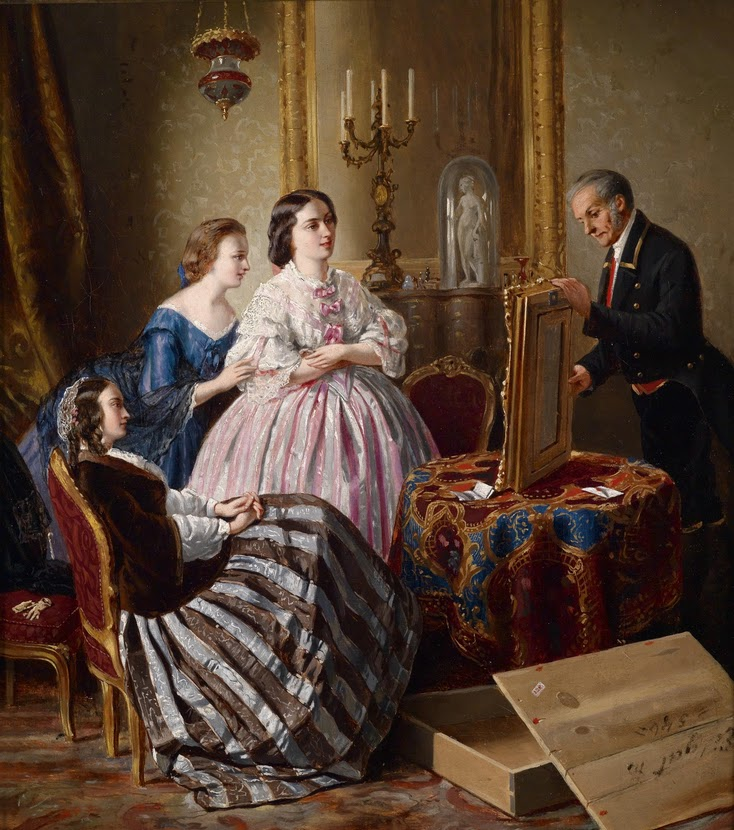
El cuadro nuevo, sin atribución de autor ni fecha, siglo XIX.
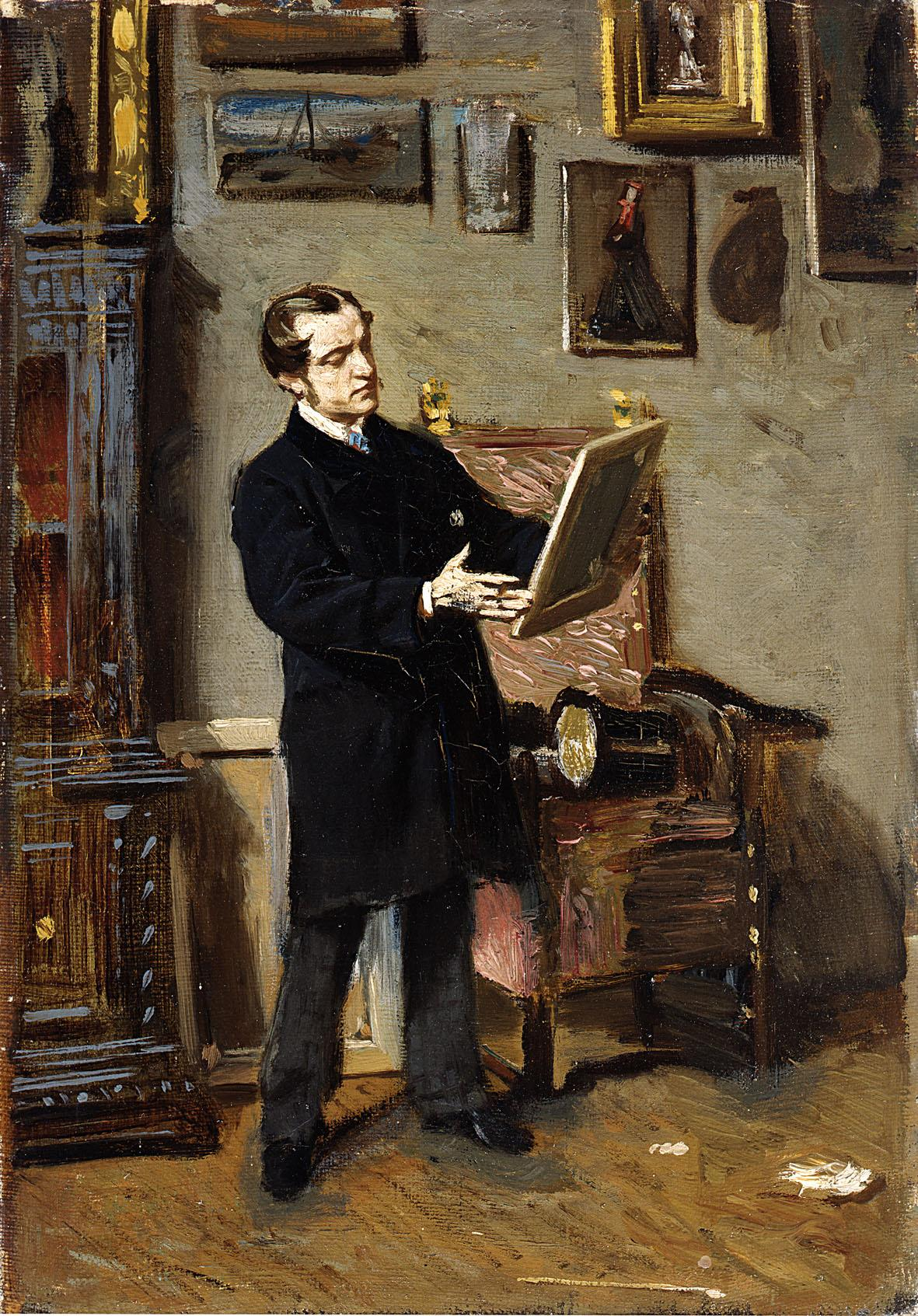
Autorretrato de Giovanni Boldini, 1865.
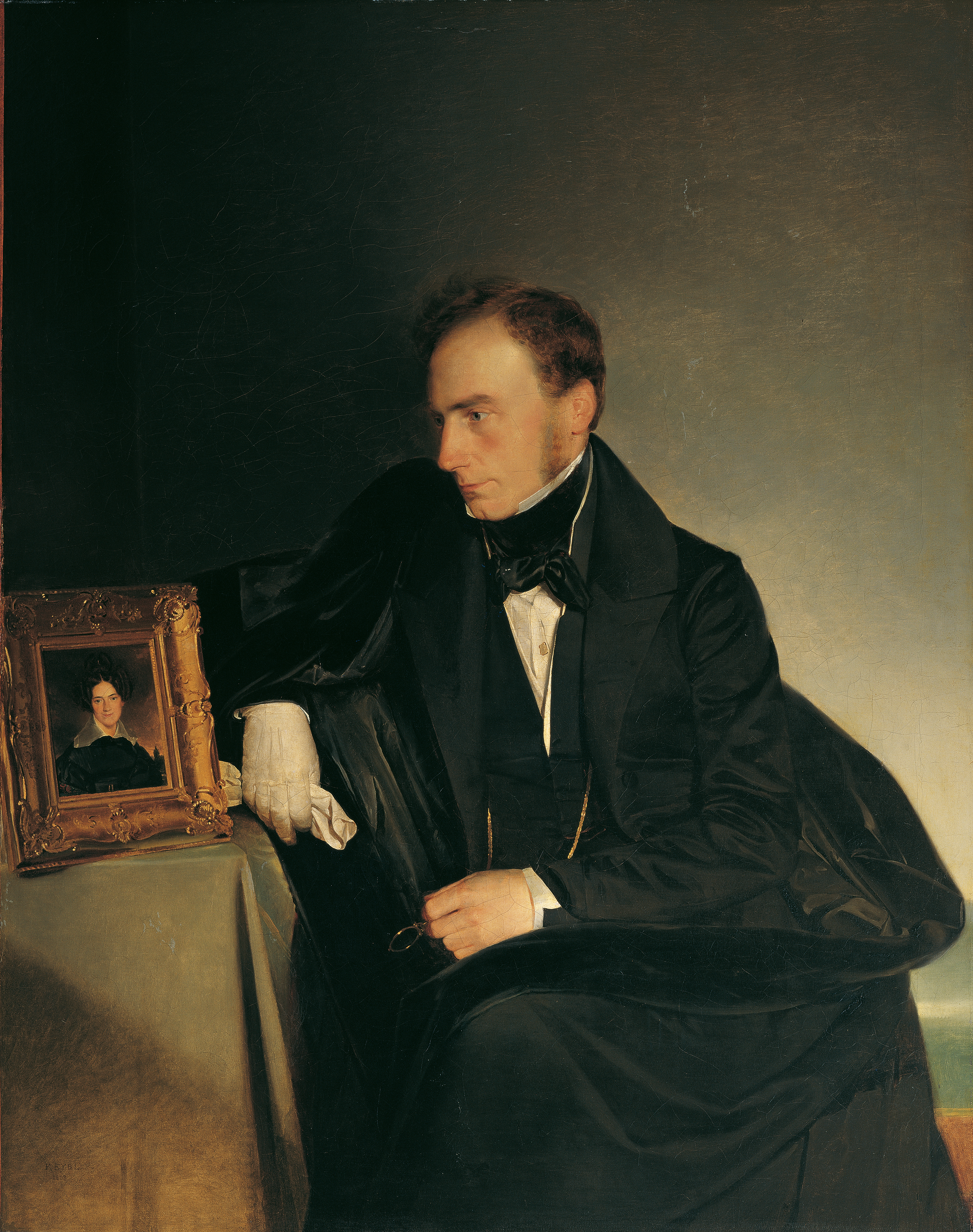
Autorretrato contemplando el retrato de su hermana fallecida, de Franz Eybl, 1869.
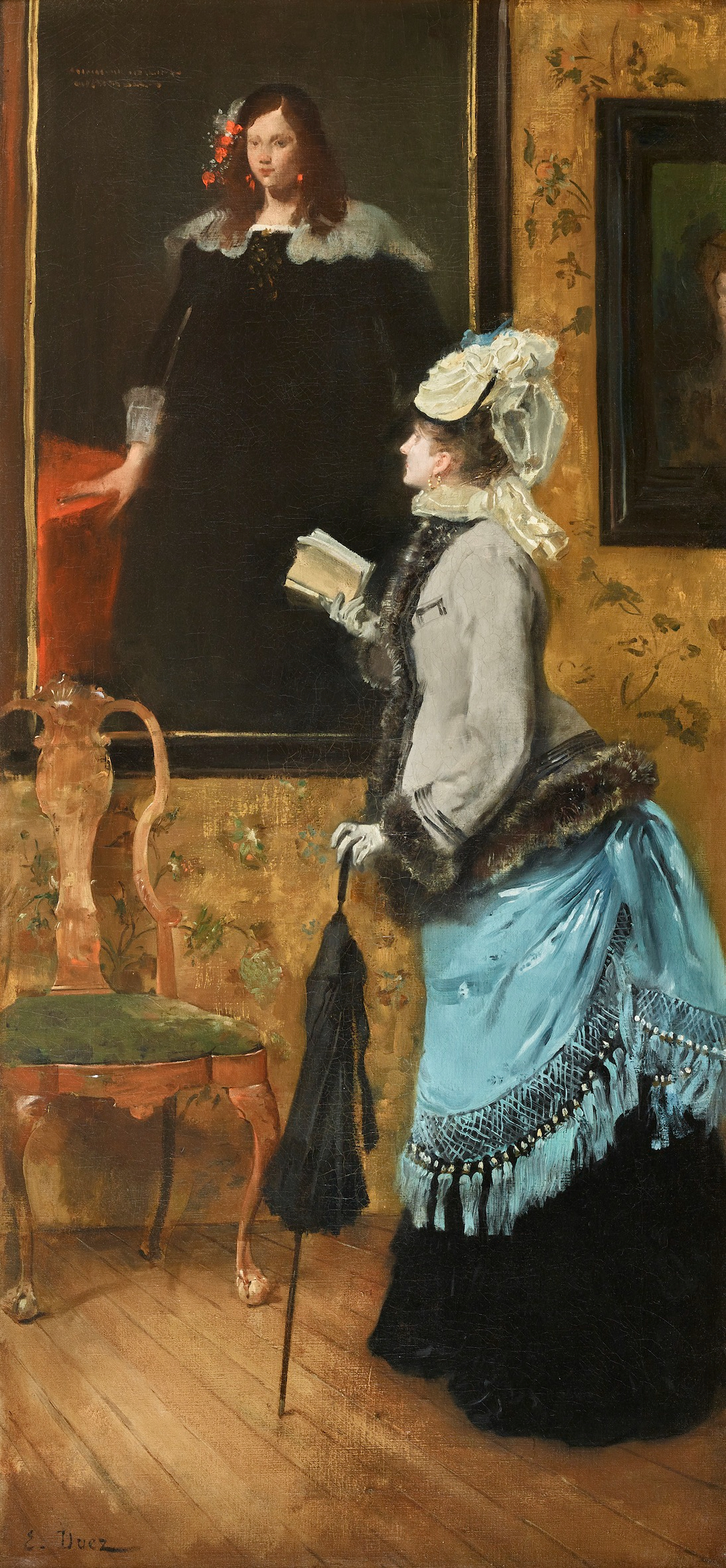
En el museo, de Ernest Ange Duez, 1873.
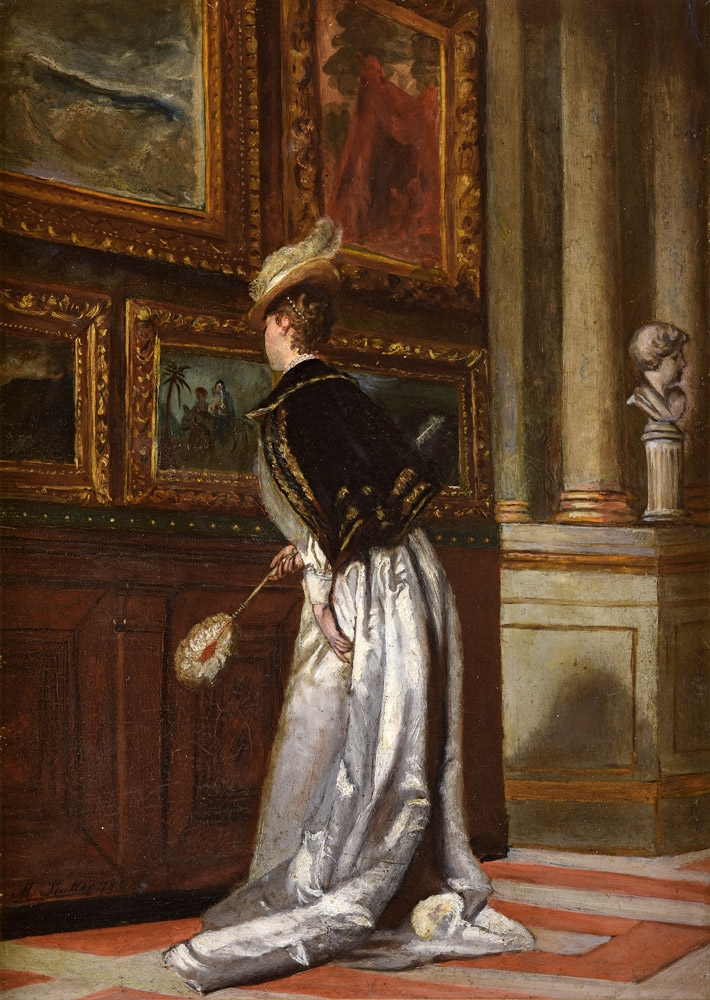
Similar, sin atribución de autor, 1878.
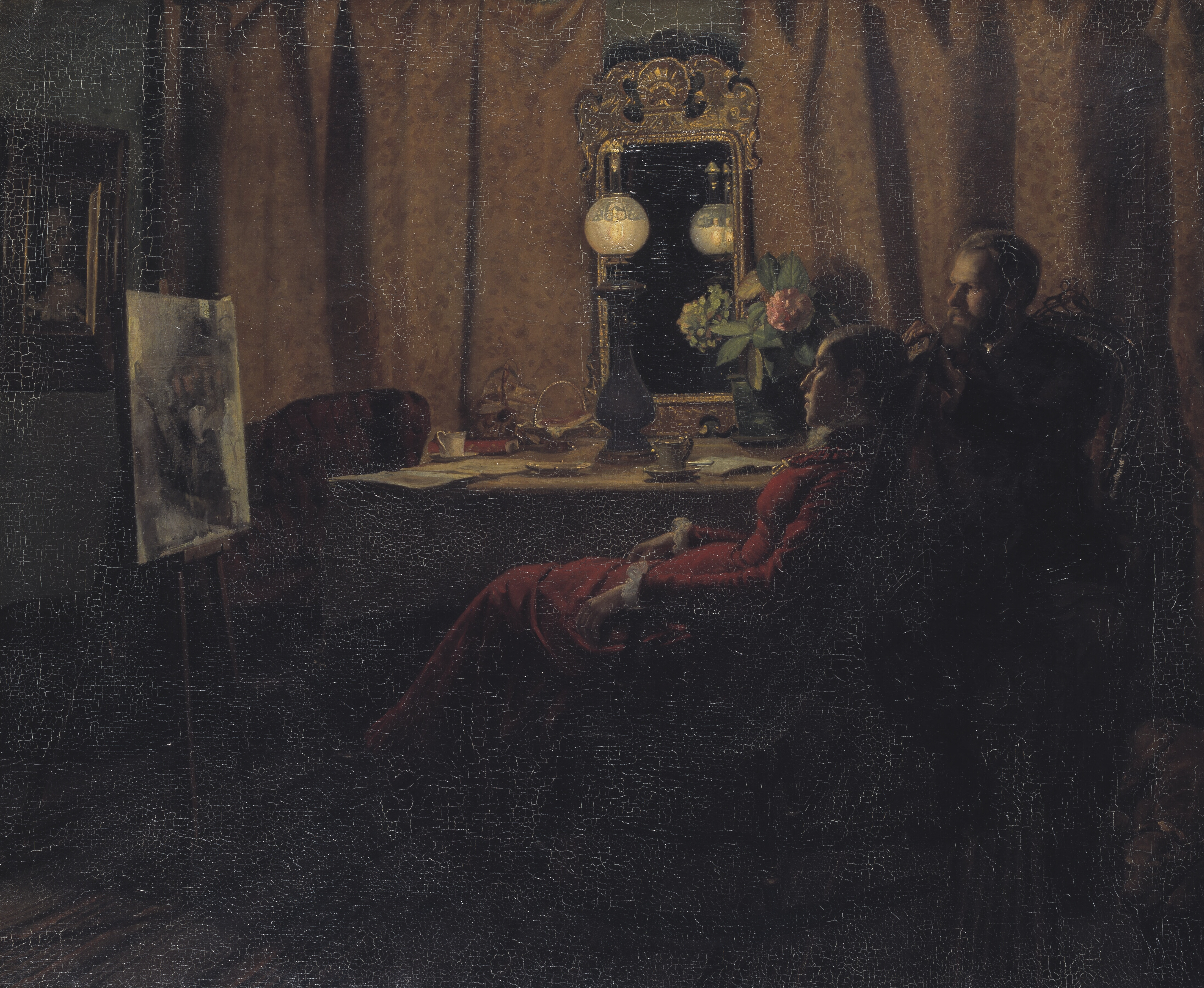
Valorando el trabajo del día, de Anna Ancher y Michael Ancher, 1883.

Véase la galería de imágenes en Commons